# Nova Zelândia
Nova Zelândia (em inglês:  New Zealand, pronunciado: [ˈnjuː ˈziː.l(ə)nd]; em maori: Aotearoa, pronunciado: [aɔˈtɛaɾɔa]) é um país insular, oficialmente pertencente à Oceania, no sudoeste do Oceano Pacífico, formado por duas massas de terra principais (comumente chamadas de Ilha Norte e Ilha Sul) e por numerosas ilhas menores, sendo as mais notáveis as ilhas Stewart e Chatham. O nome indígena na língua maori para a Nova Zelândia é Aotearoa, normalmente traduzido como "A Terra da Grande Nuvem Branca". É o principal constituinte do Reino da Nova Zelândia, com os demais constituintes sendo territórios ultramarinos, que incluiriam as Ilhas Cook e Niue (que se autogovernam, mas em associação livre); Tokelau; e a Dependência de Ross (reivindicação territorial da Nova Zelândia na Antártida). Recebeu este nome em homenagem a uma província dos Países Baixos chamada Zelândia, que era a terra natal de seus colonizadores.
A Nova Zelândia é notável por seu isolamento geográfico: está situada a cerca de 2 000 km a sudeste da Austrália, separados através do mar da Tasmânia e os seus vizinhos mais próximos ao norte são a Nova Caledônia, Fiji e Tonga. Devido ao seu isolamento, o país desenvolveu uma fauna distinta dominada por pássaros, alguns dos quais foram extintos após a chegada dos seres humanos e dos mamíferos introduzidos por eles. A maioria da população da Nova Zelândia é de ascendência europeia (67,6%), sobretudo britânica, enquanto os nativos maoris, ou seus descendentes, são minoria (14,6%). Asiáticos e polinésios não maori também são grupos de minoria significativa (16,1%), especialmente em áreas urbanas. A língua mais falada é o inglês, trazida pelos colonizadores britânicos, embora também sejam considerados idiomas oficiais línguas nativas, como a língua maori.
Carlos III, como rei da Nova Zelândia e de outros quinze países da comunidade britânica, é o chefe de estado do país e é representado por um governador-geral cerimonial, que detém poderes de reserva. O rei não tem nenhuma influência política substancial e sua posição é essencialmente simbólica. O poder político é mantido pelo parlamento da Nova Zelândia, sob a liderança do primeiro-ministro, que é o chefe de governo do país.
A Nova Zelândia é um dos países mais desenvolvidos e industrializados do mundo, e que se posiciona muito bem em comparações internacionais sobre desenvolvimento humano, qualidade de vida, esperança de vida, alfabetização, educação pública, paz, prosperidade, liberdade econômica, facilidade de fazer negócios, falta de corrupção, liberdade de imprensa, democracia e proteção das liberdades civis e de direitos políticos. Suas cidades também estão entre as "mais habitáveis do mundo".

## Etimologia

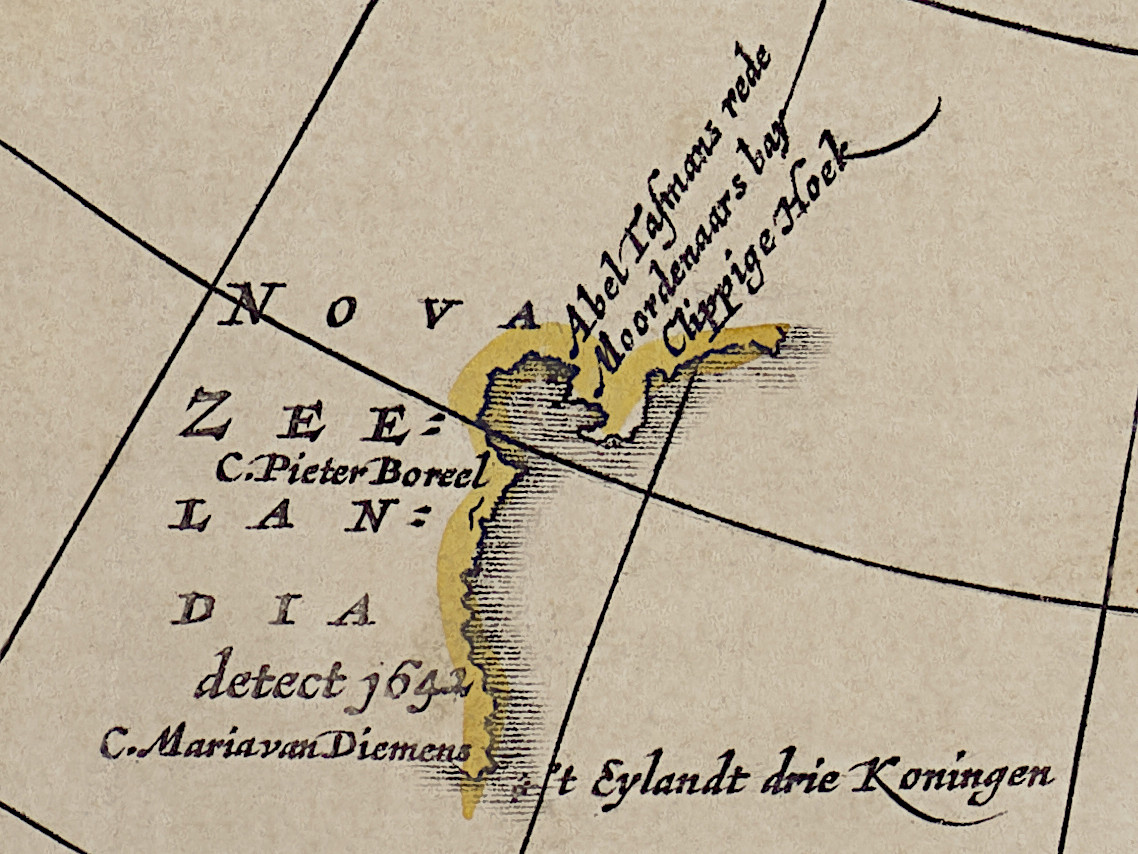
Detalhe de um mapa de 1666 mostrando a costa ocidental da Nova Zeelandia

Aotearoa (muitas vezes traduzido como "terra da longa nuvem branca") é o nome māori atual para a Nova Zelândia e também é usado no inglês neozelandês. Não se sabe se os māori tinham um nome para todo o país antes da chegada dos europeus, sendo que Aotearoa originalmente referia-se apenas à Ilha do Norte. Abel Tasman avistou a Nova Zelândia em 1642 e chamou-a de Staten Landt, supondo que o país fosse conectado a um lugar do mesmo nome no extremo sul da América do Sul. Em 1645, cartógrafos holandeses renomearam o lugar para Nova Zeelandia, em homenagem a província holandesa de Zeeland. O explorador britânico James Cook posteriormente anglicizou o nome para New Zealand.
Os māori tinham vários nomes tradicionais para as duas ilhas principais que formam o país, incluindo Te Ika-a-Maui (o peixe de Māui) para a Ilha do Norte e a Te Wai Pounamu (as águas da pedra verde) ou Te Waka o Aoraki (a canoa de Aoraki) para Ilha do Sul. Os primeiros mapas europeus rotulavam as ilhas como Norte (Ilha do Norte), Média (Ilha do Sul) e Sul (Ilha Stewart). Em 1830, começaram-se a usar mapas onde Norte e Sul eram os termos usados para distinguir as duas maiores ilhas do país e em 1907 esta era a norma aceita. O New Zealand Geographic Board descobriu em 2009 que os nomes da Ilha do Norte e Ilha do Sul nunca haviam sido formalizados, mas já há planos para fazer isso. O conselho também está considerando nomes māori, como Te Ika-a-Māui e Te Wai Pounamu, como as escolhas mais prováveis de acordo com o presidente da comissão da língua maori.

## História

### Povoamento

Os povos maoris são os mais prováveis descendentes das pessoas que emigraram de Taiwan para a Melanésia e, em seguida, viajaram para o leste até as Ilhas da Sociedade. Depois de uma pausa de 70 a 265 anos, uma nova onda de exploração levou ao descobrimento e ao povoamento da Nova Zelândia.

A Nova Zelândia foi um das últimas grandes massas de terra colonizadas por seres humanos. A datação por radiocarbono, evidências de desmatamento e a variabilidade do DNA mitocondrial em populações māori sugerem que a Nova Zelândia foi ocupada pelos polinésios do leste entre 1250 e 1300, concluindo uma longa série de viagens pelas ilhas do Pacífico sul. Ao longo dos séculos que se seguiram, esses colonos desenvolveram uma cultura distinta agora conhecida como māori. A população foi então dividida em iwi (tribos) e hapū (subtribos), que acabaram por cooperar, competir e, por vezes, lutar uns com os outros. Em algum momento, um grupo dos māori migrou para as ilhas Chatham (a que deram o nome de Rekohu), onde desenvolveram uma cultura distinta chamada moriori. A população moriori foi dizimada entre 1835 e 1862, principalmente por causa da invasão e escravização promovidas pelos māori, embora as doenças europeias também tenham contribuído para isso. Em 1862, havia apenas 101 sobreviventes e os últimos morioris puros conhecidos morreram em 1933.

### Colonização europeia
Os primeiros europeus conhecidos por terem alcançado a Nova Zelândia foram o explorador holandês Abel Tasman e a sua tripulação em 1642. Em um encontro hostil, quatro tripulantes foram mortos e pelo menos um māori foi atingido por um tiro de metralha. Os europeus não voltaram a Nova Zelândia até 1769, quando o explorador britânico James Cook mapeou quase todo o seu litoral. Após Cook, a Nova Zelândia foi visitada por europeus e por vários baleeiros, foqueiros e navios comerciais norte-americanos. Eles negociavam alimentos, ferramentas de metal, armas e outros bens de madeira, alimentos, artefatos e água. A introdução da batata e do mosquete transformou a agricultura e a guerra māori. A batata proporcionou um excedente de alimentos confiável, o que permitiu campanhas militares maiores e melhor sustentadas. O resultado das inter-tribais Guerras dos Mosquetes abrangeu mais de 600 batalhas entre 1801 e 1840, matando entre 30 000 e 40 000 māoris. A partir do início do século XIX, missionários cristãos começaram a se estabelecer na Nova Zelândia e, eventualmente, conseguiram converter a maior parte da população māori. A população nativa māori diminuiu em cerca de 40% do seu nível pré-contato durante o século XIX; doenças trazidas pelos europeus foram o principal fator.

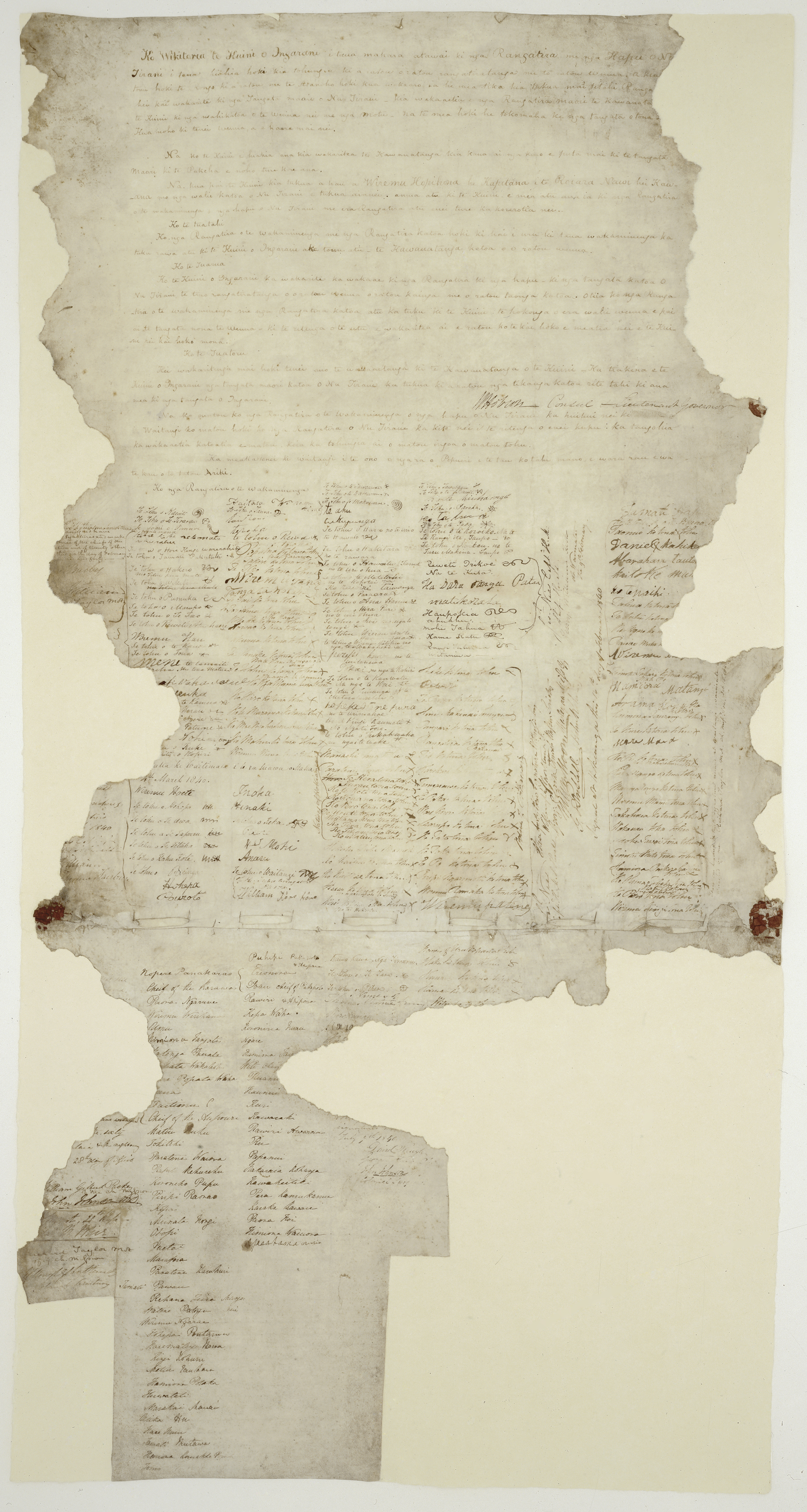
Tratado de Waitangi.

O governo britânico nomeou James Busby como Residente Britânico para a Nova Zelândia em 1832 e em 1835, após um anúncio iminente de soberania da França, a indistinta Tribos Unidas da Nova Zelândia enviou uma declaração de independência ao rei Guilherme IV do Reino Unido pedindo proteção. A contínua agitação e a posição dúbia legal da declaração da independência levou o Escritório Colonial do Reino Unido a enviar o capitão William Hobson para a reivindicar a soberania para a Coroa Britânica e negociar um tratado com os māori. O Tratado de Waitangi foi assinado na Baía das Ilhas em 6 de fevereiro de 1840. Em resposta às tentativas da comercial Companhia da Nova Zelândia de estabelecer um assentamento independente em Wellington e de "compra" de terras em Akaroa por colonos franceses, Hobson declarou a soberania britânica sobre todos a Nova Zelândia em 21 de Maio de 1840, ainda que cópias do tratado ainda estivessem em circulação. Com a assinatura do tratado e da declaração da soberania vários imigrantes, principalmente do Reino Unido, começaram a chegar em números cada vez maiores.
A Nova Zelândia, originalmente parte da colônia de Nova Gales do Sul, tornou-se uma colônia da coroa separada em 1841. A colônia ganhou um governo representativo em 1852 e o primeiro parlamento da Nova Zelândia se reuniu em 1854. Em 1856, a colônia efetivamente tornou-se autogovernada, ganhando a responsabilidade sobre todos os assuntos domésticos, com exceção da política nativa. (Controle sobre a política nativa foi concedida em meados da década de 1860.) Preocupado com a possibilidade da Ilha do Sul formar uma colônia separada, o premiê Alfred Domett apresentou uma resolução para transferir a capital de Auckland para uma localidade perto do Estreito de Cook. Wellington foi escolhida pelo seu porto e localização central, com o parlamento oficialmente sediado ali pela primeira vez em 1865. Com o aumento do número de imigrantes, os conflitos por terras levaram às Guerras da Nova Zelândia da década de 1860 a década de 1870, resultando na perda e no confisco de muitas terras māori. Em 1893, o país tornou-se o primeiro país do mundo a conceder a todas as mulheres o direito ao voto e em 1894 foi pioneiro na adoção da arbitragem obrigatória entre empregadores e sindicatos.

### Independência
Em 1907, a Nova Zelândia declarou-se um domínio dentro do Império Britânico e em 1947 o país adotou o Estatuto de Westminster, o que tornou a Nova Zelândia um reino da Commonwealth. O país se envolveu em assuntos mundiais, lutando ao lado do Império Britânico na primeira e e segunda Guerras Mundiais e sofrendo os impactos da Grande Depressão. A depressão levou à eleição do primeiro governo trabalhista e ao estabelecimento de um estado de bem-estar abrangente e de uma economia protecionista. A Nova Zelândia experimentou um período de prosperidade crescente nas épocas seguintes a Segunda Guerra Mundial e os māori começaram a deixar sua vida rural tradicional e ir para as cidades em busca de trabalho. Um movimento de protesto dos māori desenvolveu-se, criticando o eurocentrismo e trabalhando por um maior reconhecimento da cultura māori e do Tratado de Waitangi. Em 1975, um Tribunal Waitangi foi criado para investigar alegações de violações do tratado e foi habilitado para investigar queixas históricas em 1985.

## Geografia

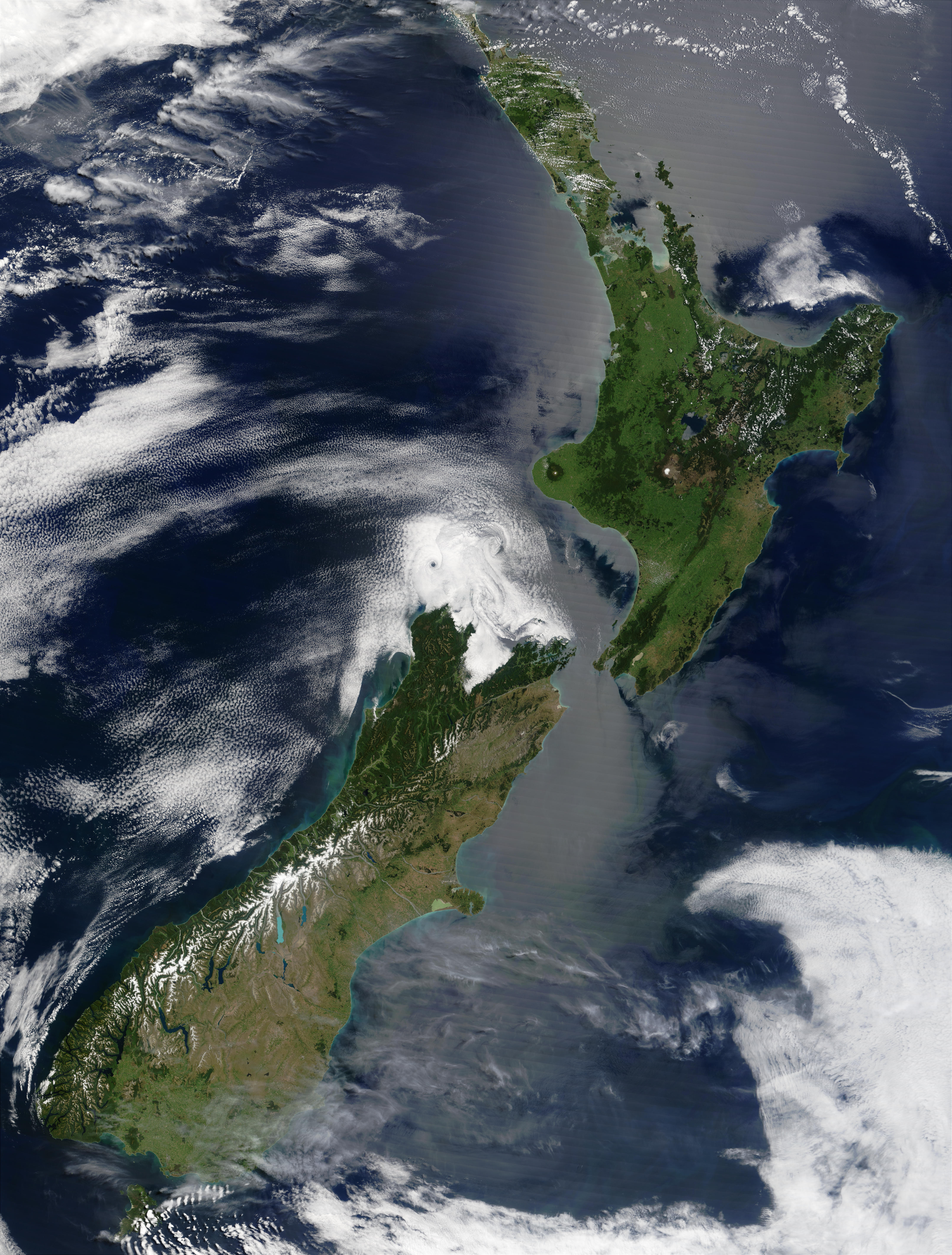
Imagem de satélite da Nova Zelândia. Os Alpes do Sul, cobertos de neve, dominam a Ilha do Sul, enquanto a Península Northland se estende para regiões subtropicais na Ilha do Norte.

A Nova Zelândia é formada por duas ilhas principais e um algumas ilhas menores, situadas perto do centro do hemisfério de água. As principais ilhas do Norte e do Sul são separadas pelo Estreito de Cook, com 22 km de largura em seu ponto mais estreito. Além das duas ilhas principais, as cinco maiores ilhas habitadas são a Ilha Stewart, Ilhas Chatham, Ilha Grande Barreira (no Golfo de Hauraki), Ilha D'Urville e a Ilha Waiheke (há cerca de 22 km do centro de Auckland). As ilhas do país estão entre as latitudes 29° e 53ºS e longitudes 165° e 176°E.
O território da Nova Zelândia é longo (mais de 1 600 km ao longo de seu eixo norte-nordeste) e estreito (largura máxima de 400 km), com cerca de 15 134 km de costa e uma área total de 268 021 km2. Por causa de suas distantes ilhas periféricas e de seu longo litoral, o país tem extensivos recursos marinhos. Sua zona econômica exclusiva, uma das maiores do mundo, cobre mais de 15 vezes a sua área terrestre.
A Ilha do Sul é a maior massa de terra da Nova Zelândia e é dividida ao longo de seu comprimento pelos Alpes do Sul. Nessa cordilheira, há 18 picos com mais de 3 000 m de altura, sendo o maior o Monte Cook, com 3 754 m. A região de Fiordland tem montanhas íngremes e fiordes profundos, registros da glaciação deste canto sudoeste da Ilha do Sul. A Ilha do Norte é menos montanhosa, mas é marcada pelo vulcanismo. A altamente ativa zona vulcânica de Taupo formou um grande planalto vulcânico, pontuado pela maior montanha da Ilha do Norte, o Monte Ruapehu, com 2 797 m. O planalto também abriga o maior lago do país, o Lago Taupo, situado na cratera de um dos mais ativos supervulcões do mundo.
O país deve a sua topografia variada, e talvez até o seu aparecimento acima do nível do mar, ao limite dinâmico que acontece entre as placas do Pacífico e Indo-Australiana. Oficialmente, a Nova Zelândia localiza-se na Oceania. Estudos recentes apontam a existência de um microcontinente chamado Zelândia, que supostamente submergiu depois de se separar do supercontinente Gondwana. Há cerca de 25 milhões de anos, uma mudança nos movimentos das placas tectônicas começaram a contorcer e deformar a região. Isto agora é mais evidente nos Alpes do Sul, formados pela compressão da crosta ao lado da Falha Alpina. Em outros lugares do limite da placa envolve a subducção de uma placa sob a outra, produzindo a fossa de Puysegur o sul, a fossa de Hikurangi ao lesta da Ilha do Norte e as fossas de Kermadec e de Tonga mais ao norte.

Paisagens da Nova Zelândia
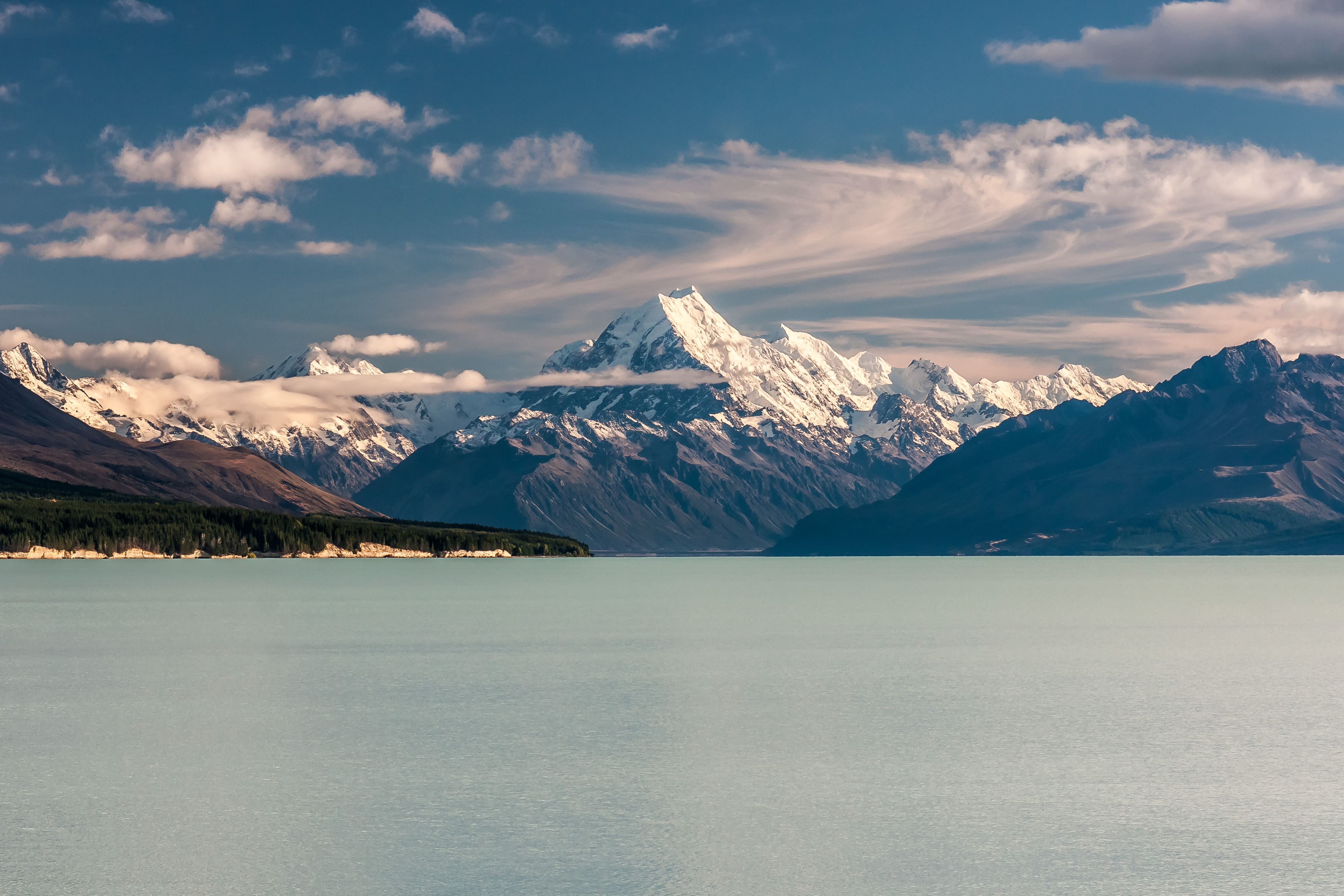
Aoraki/Cook, o maior monte do país.
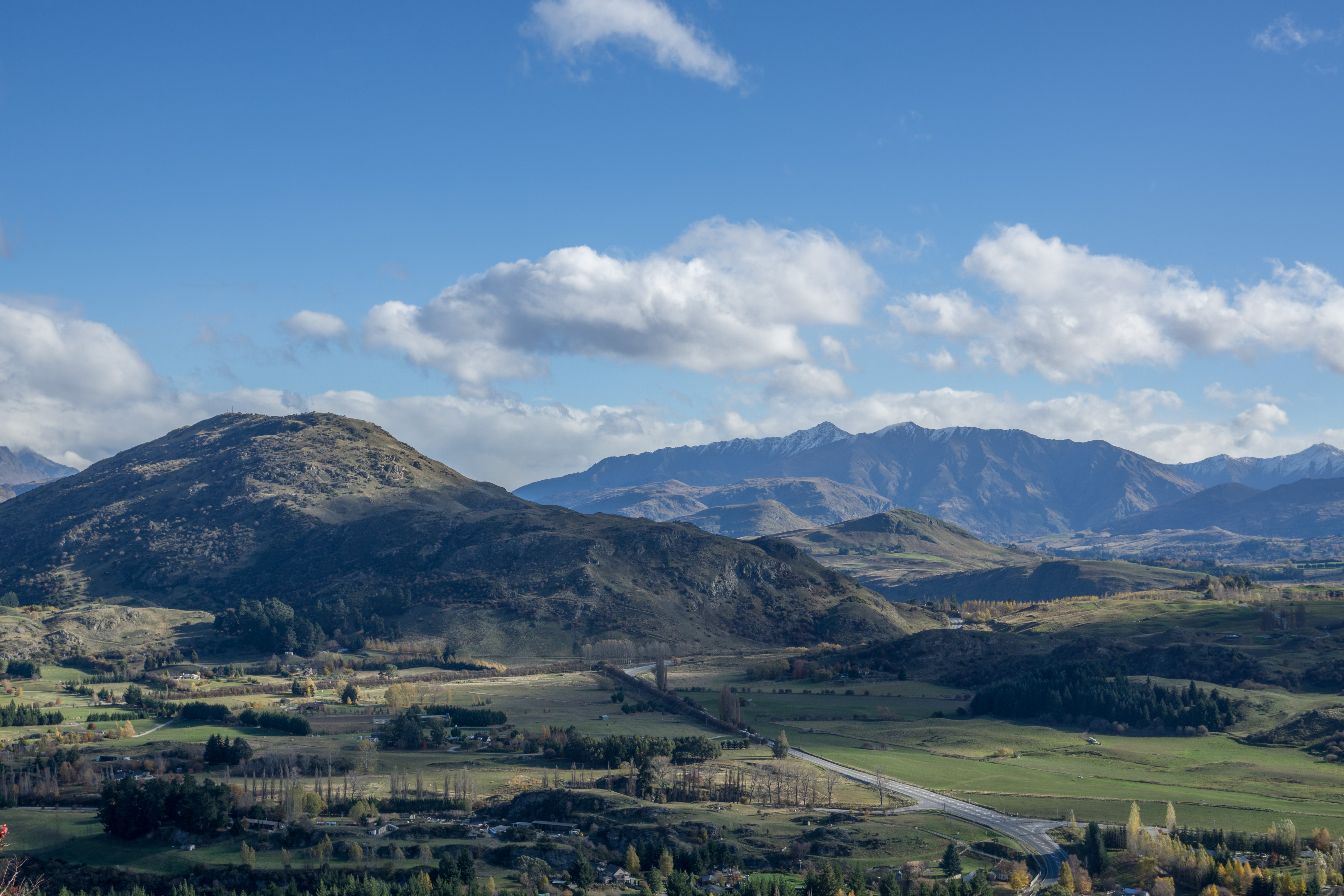
Área rural perto de Queenstown.
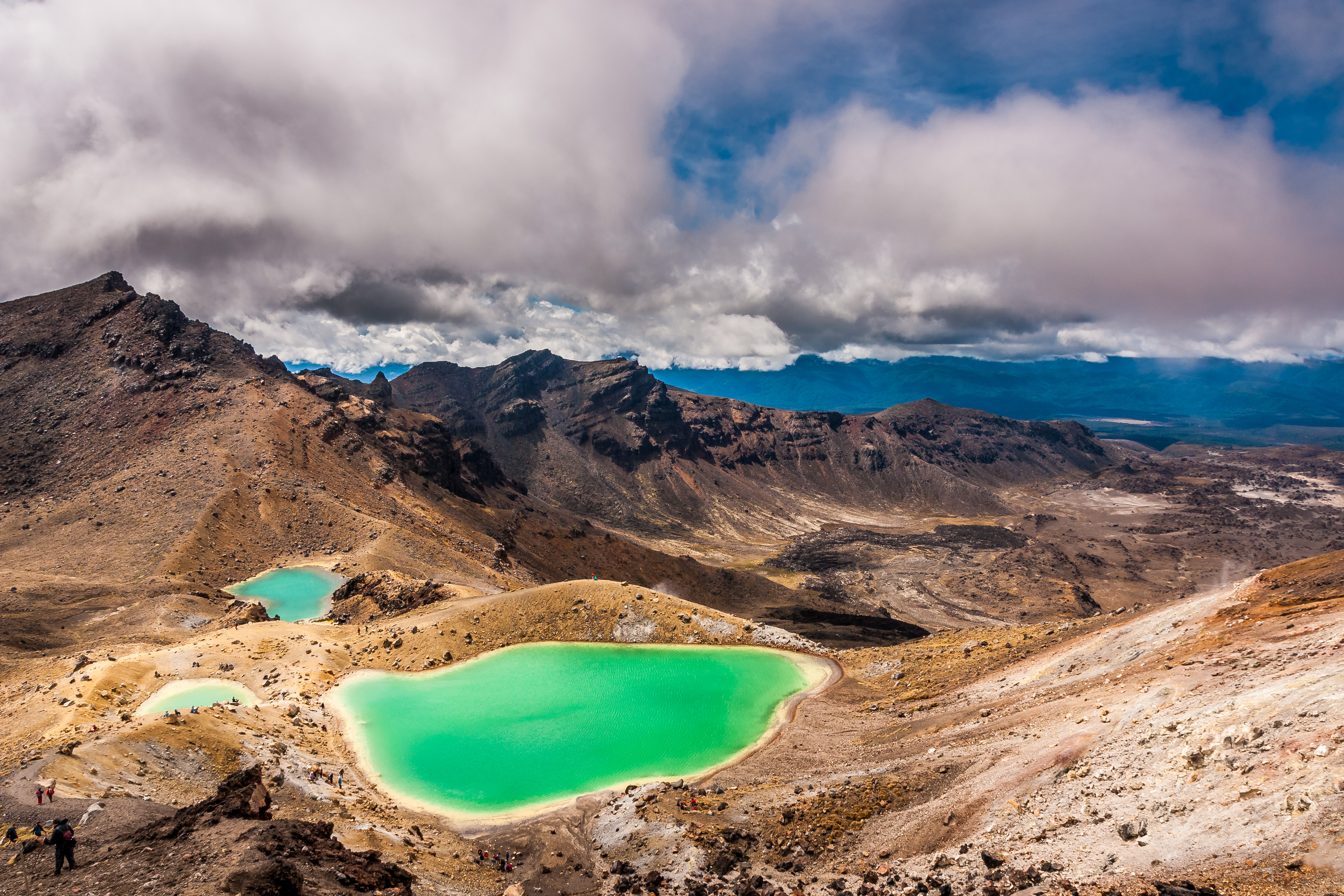
Lagos Esmeralda no monte Tongariro.
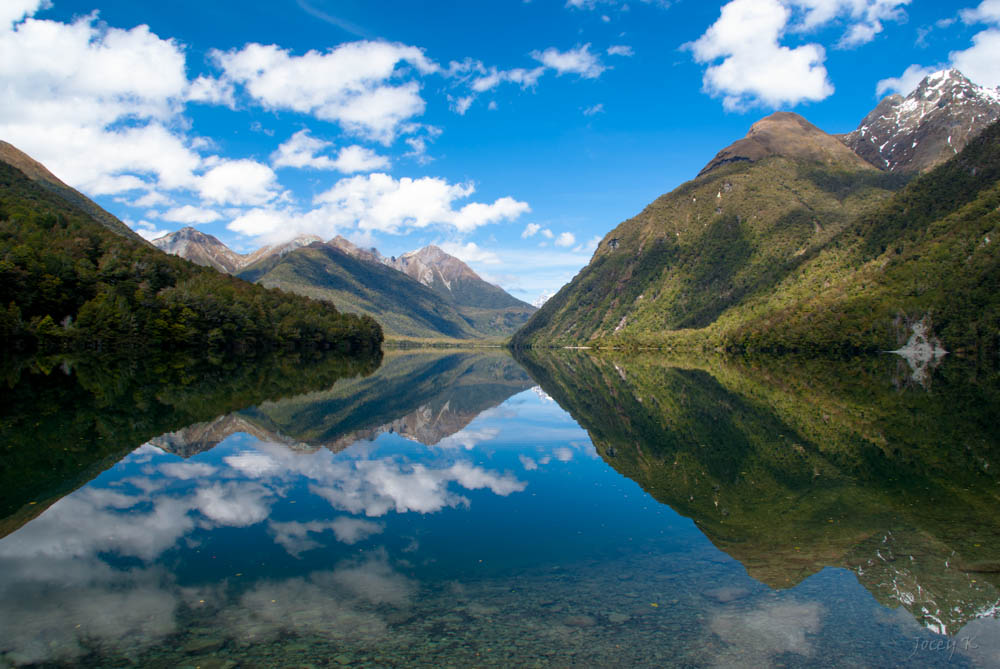
Lago Gunn.

### Biodiversidade

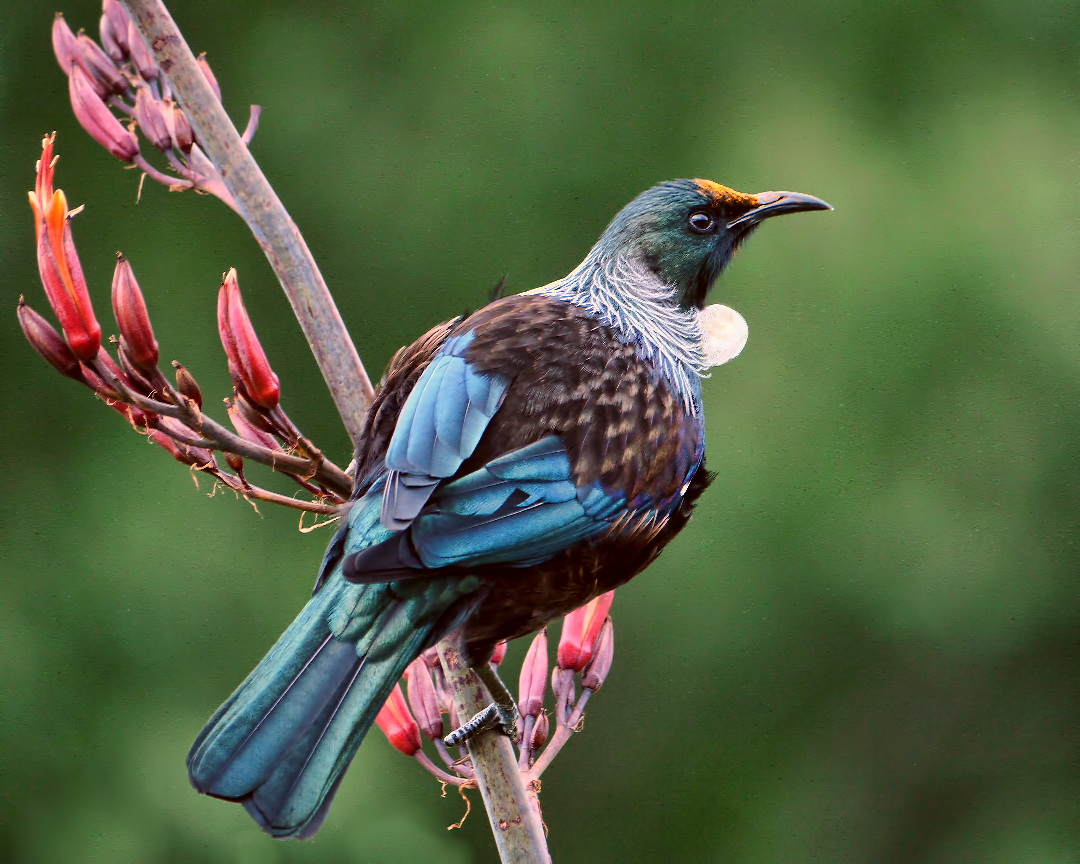
Tui, pássaro endêmico do país.

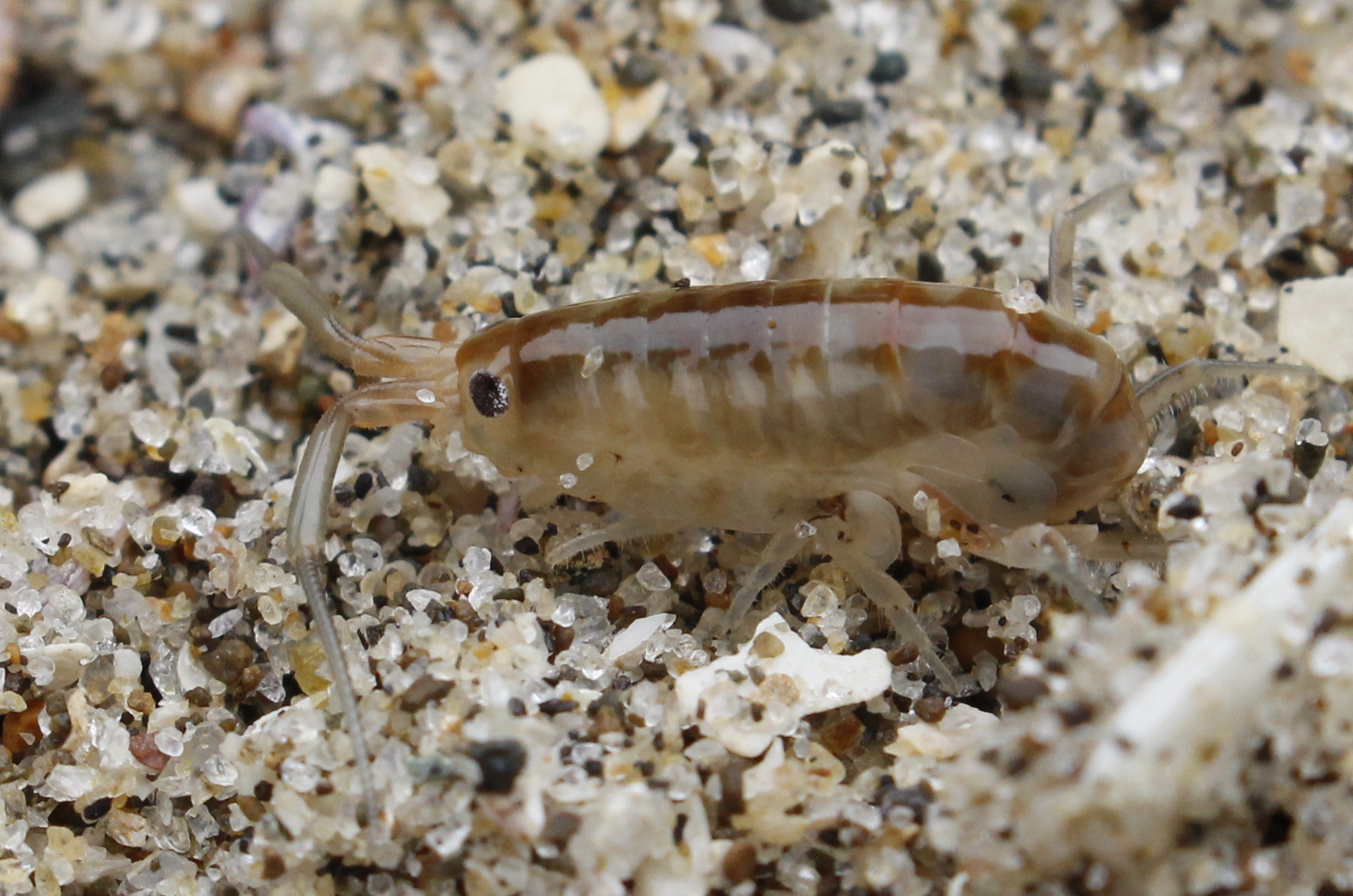
Bellorchestia quoyana, espécie endêmica da Nova Zelândia.

O isolamento geográfico da Nova Zelândia por 80 milhões de anos e a biogeografia de ilhas influenciaram a evolução das espécies de animais, fungos e plantas do país. O isolamento físico causou isolamento biológico, resultando em uma ecologia evolutiva dinâmica com exemplos de plantas e animais muito distintos, bem como populações de espécies comuns. Cerca de 82% das plantas vasculares da Nova Zelândia são endêmicas, cobrindo 1 944 espécies em 65 gêneros. O número de fungos registrados na Nova Zelândia, incluindo espécies formadoras de líquen, não é conhecido, nem a proporção desses fungos endêmicos, mas uma estimativa sugere que existem cerca de 2 300 espécies de fungos formadores de líquen na Nova Zelândia e 40% deles são endêmicos. Os dois principais tipos de floresta são aqueles dominados por árvores de folhas largas com podocarpos emergentes ou por faias do sul em climas mais frios. Os demais tipos de vegetação consistem em pradarias, a maioria das quais são tussock.
Antes da chegada dos seres humanos, estima-se que 80% da terra estava coberta de floresta, com apenas altas áreas alpinas, úmidas, inférteis e vulcânicas sem árvores. O desmatamento maciço ocorreu depois que os humanos chegaram, com cerca de metade da cobertura florestal perdida para o fogo após o assentamento polinésio. Grande parte da floresta restante caiu após o assentamento europeu, sendo derrubada ou derrubada para dar espaço à agricultura pastoral, deixando a floresta ocupando apenas 23% da terra.
As florestas eram dominadas por pássaros, e a falta de predadores de mamíferos levou a que alguns como apteryx, kiwi, kakapo, weka e takahe evoluíssem a ausência de voo. A chegada dos seres humanos, as mudanças associadas ao habitat e a introdução de ratos, furões e outros mamíferos levaram à extinção de muitas espécies de aves, incluindo grandes aves como o moa e a águia-de-haast.
Outros animais nativos são representados por répteis (tuatara, lagostins e lagartixas), sapos, aranhas, insetos (weta) e caracóis. Alguns, como os tuatara, são tão únicos que foram chamados de fósseis vivos. Três espécies de morcegos (uma extinta) foram os únicos sinais de mamíferos terrestres nativos na Nova Zelândia até a descoberta de ossos, em 2006, de um mamífero terrestre exclusivo do tamanho de um rato com pelo menos 16 milhões de anos. No entanto, os mamíferos marinhos são abundantes, com quase metade dos cetáceos do mundo (baleias, golfinhos e botos) e um grande número de focas-marinhas relatadas nas águas da Nova Zelândia. Muitas aves marinhas reproduzem-se na Nova Zelândia, um terço delas exclusivas do país. Mais espécies de pinguins são encontradas na Nova Zelândia do que em qualquer outro país.

### Clima
A Nova Zelândia tem um clima ameno e temperado marítimo, com temperaturas médias anuais variando de 10 °C no sul até 16 °C no norte do país. A máxima e mínima históricas são de 42,4 °C, em Rangiora, Canterbury, e -26 °C, em Ranfurly, Otago.
As condições variam fortemente entre as regiões extremamente úmidas na costa oeste da ilha sul para as regiões quase semiáridas na região Central de Otago e na Bacia do Mackenzie no interior Canterbury e subtropicais em Northland. Das sete maiores cidades do país, Christchurch é a mais seca, recebendo em média apenas 640 mm de chuva por ano, e Auckland a mais chuvosa, recebendo quase o dobro desse montante.
Auckland, Wellington e Christchurch recebem uma média anual superior a 2 000 horas de luz solar. As partes do sul e oeste da Ilha do Sul tem um clima mais frio e nublado, com cerca de 1 400–1 600 horas; as partes norte e nordeste da Ilha do Sul são as áreas mais ensolaradas do país e recebem cerca de 2 400–2 500 horas.

Estações da Nova Zelândia
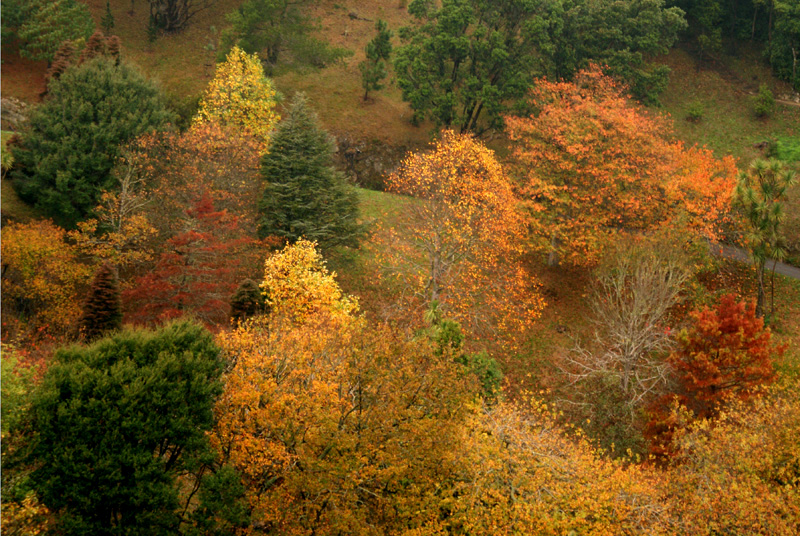
Outono em Wellington.
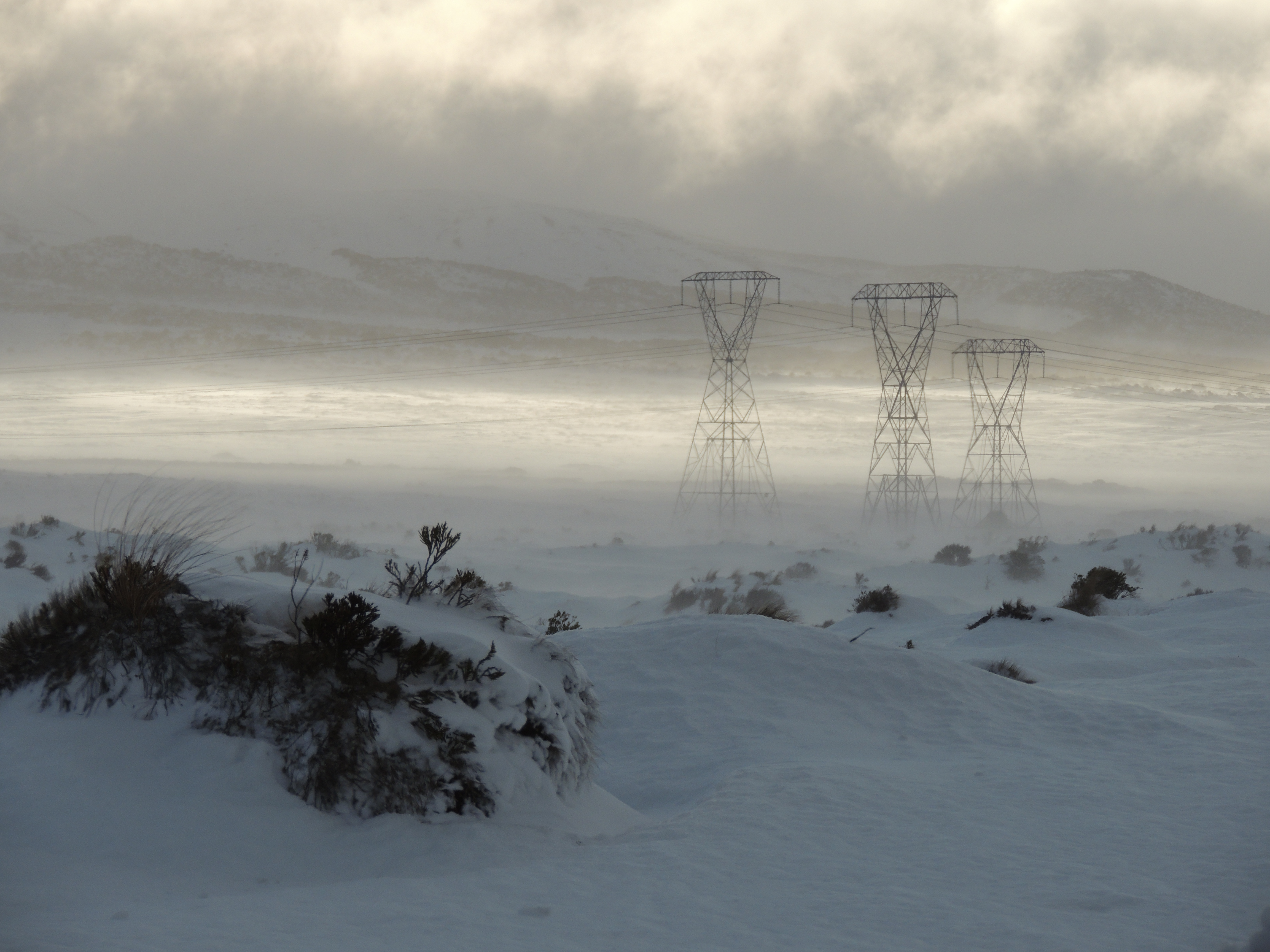
Planalto central no inverno.
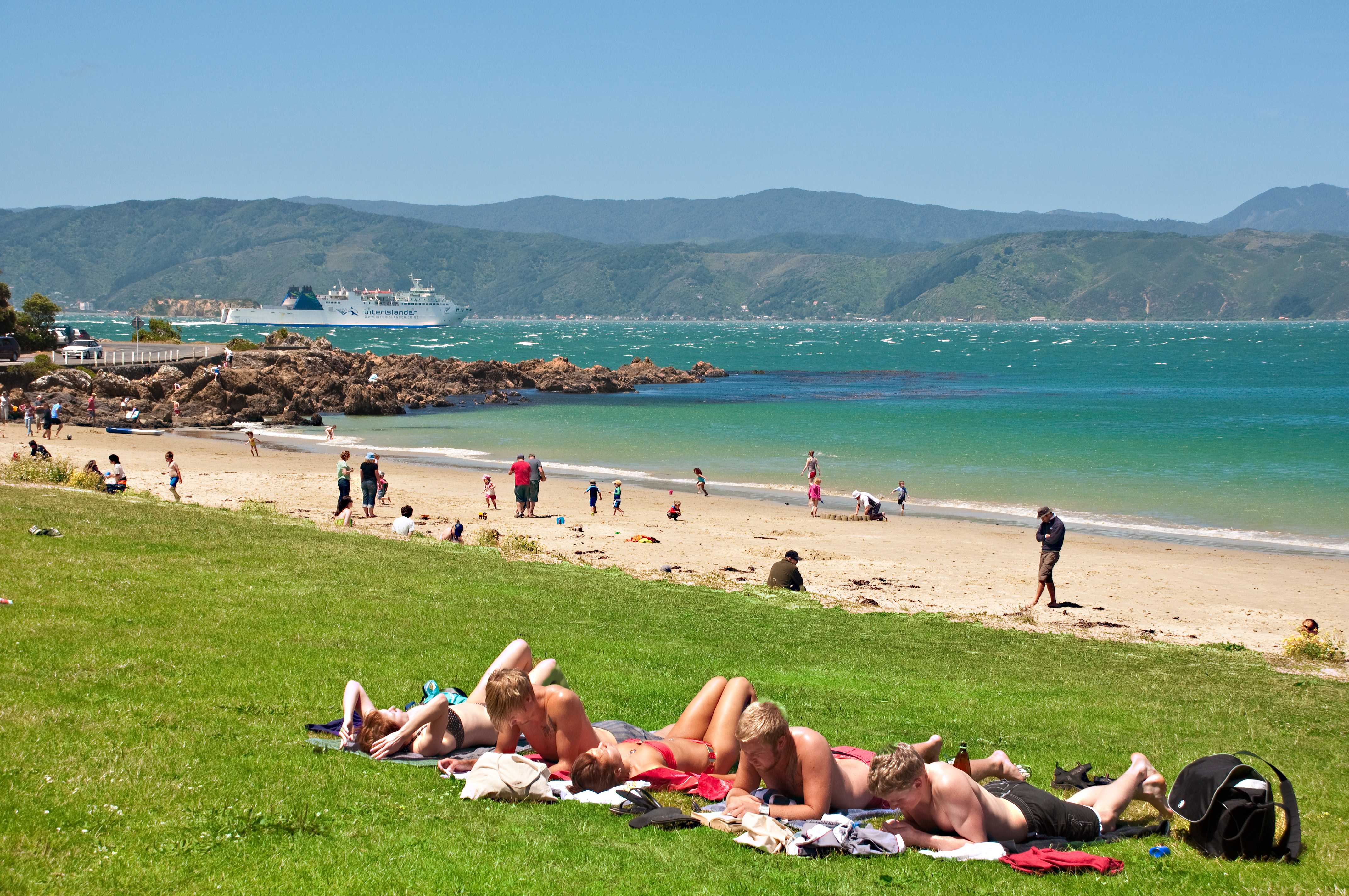
Baía Scorching no verão.

## Demografia
Religião na Nova Zelândia (Censo do governo em 2018)
A população da Nova Zelândia é de aproximadamente 5,3 milhões de habitantes, segundo estimativas de 2024. O país é predominantemente urbano, com 72% da sua população vivendo em 16 áreas urbanas principais e 53% vivendo nas quatro maiores cidades de Auckland, Christchurch, Wellington e Hamilton. As cidades neozelandesas geralmente obtêm boas colocações em classificações internacionais de habitabilidade. Em 2010, por exemplo, Auckland foi considerada a quarta cidade mais habitável do mundo e Wellington a décima-segunda pelo Quality of Life Survey, feito pela consultoria Mercer.
A expectativa de vida de uma criança nascida na Nova Zelândia em 2015 era de 84 anos para as mulheres e 80,2 anos para os homens. A esperança de vida ao nascer deverá aumentar de 80 anos para 85 anos em 2050 e a mortalidade infantil deverá diminuir ainda mais. Em 2050, estima-se, a população deverá chegar aos 5,3 milhões de habitantes, a idade média subirá de 36 anos para 43 anos e a percentagem de pessoas com 60 anos de idade e mais velhas subirá de 18% para 29%. O país tem a maior taxa de suicídio entre os jovens de países desenvolvidos, com taxa de 15,6 suicídios por 100 000 pessoas.

### Religião
O cristianismo é a religião predominante na Nova Zelândia. No censo de 2006, 55,6% da população se identificou como cristã, enquanto 34,7% não tinham religião (de 29,6% em 2001) e cerca de 4% eram afiliados com outras religiões.
As principais denominações cristãs são anglicanismo, catolicismo romano, presbiterianismo. Há também um número significativo de cristãos que se identificam com metodistas, pentecostais, batista, membros da A Igreja de Jesus Cristo dos Santos dos Últimos Dias e da religião neozelandesa rātana, que tem adeptos entre māori. De acordo com dados do censo, outras religiões minoritárias significativas incluem o hinduísmo, o budismo e o islamismo.

### Etnias, imigração e idiomas

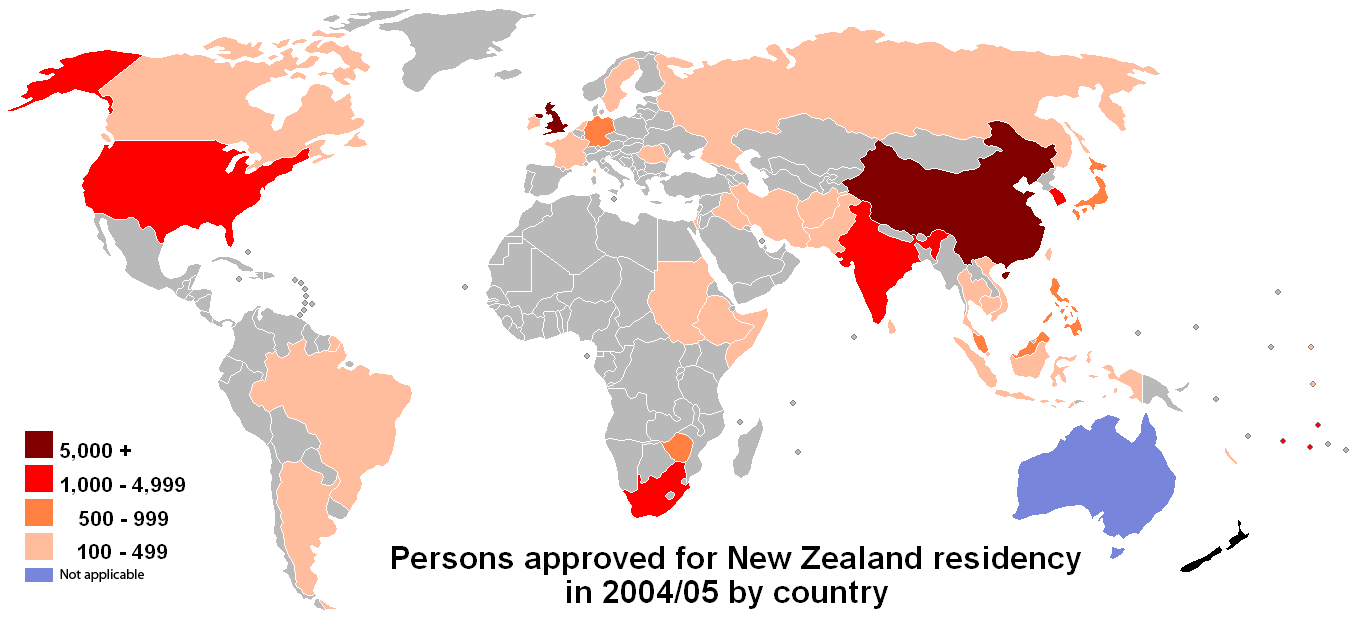
Vista de residência neozelandesa por país entre 2004 e 2005.

No censo de 2023, 67,8% da população se identificava etnicamente como descendentes de europeus e 19,6% como maori. Outros grandes grupos étnicos incluem os povos asiáticos (17,3%) e do Pacífico (8,9%) e 1,1% com outras etnias. Esses dados contrastam com os de 1961, quando o censo informou que a população da Nova Zelândia era composta por 92% de europeus e 7% de māori, com minorias asiáticas e do Pacífico compartilhando o 1% restante. Embora o gentílico para um cidadão da Nova Zelândia seja neozelandês, o termo informal kiwi é comumente utilizado tanto a nível internacional quanto pelos habitantes locais. O empréstimo linguístico māori Pākehā geralmente se refere aos neozelandeses de descendência europeia, embora alguns rejeitem esta denominação e alguns māori a usem para se referir a todos os neozelandeses não polinésios.

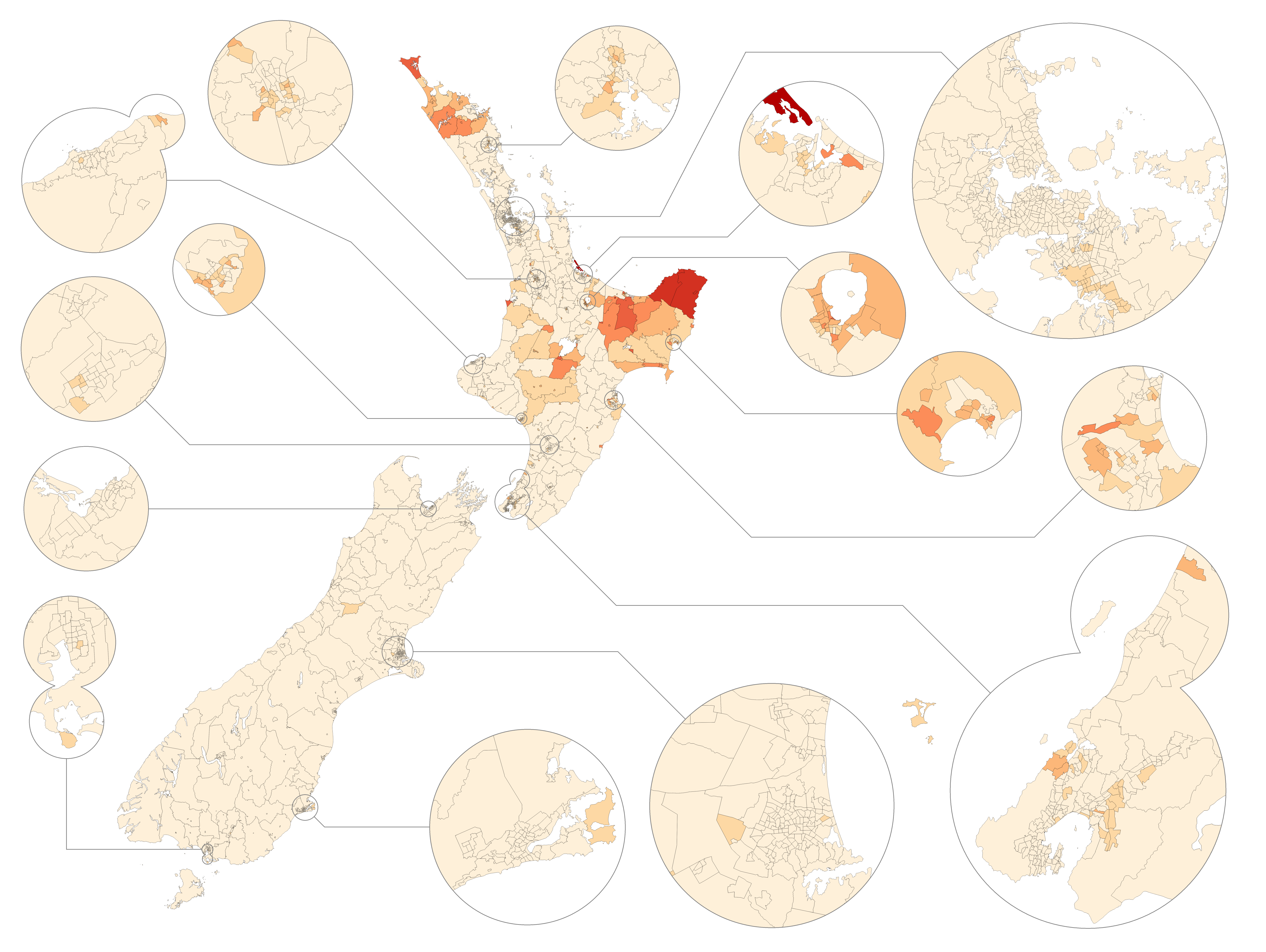
Falantes de māori de acordo com o censo de 2013.
Menos de 5%
Mais de 5%
Mais de 10%
Mais de 20%
Mais de 30%
Mais de 40%
Mais de 50%

Os māori foram os primeiros humanos a chegar à Nova Zelândia, seguidos pelos primeiros colonizadores europeus. Após a colonização, os imigrantes provinham predominantemente da Grã-Bretanha, Irlanda e Austrália, por causa de políticas restritivas semelhantes às políticas da Austrália Branca. Houve também significativa imigração dalmácia, holandesa, italiana e alemã, juntamente com a imigração europeia indireta através da Austrália, América do Norte, América do Sul e África do Sul. Depois da Grande Depressão, as políticas de migração foram relaxadas e a diversidade de imigrantes aumentou. Em 2009–10, uma meta anual de 45 000 a 50 000 aprovações de residência permanente foi criada pelo Serviço de Imigração da Nova Zelândia, o que significa mais de um novo imigrante para cada 100 moradores da Nova Zelândia. 23% da população da Nova Zelândia nasceu no exterior, a maioria dos quais vivem na região de Auckland. Embora a maioria dos imigrantes ainda venha do Reino Unido e da Irlanda (29%), a imigração vinda do Leste da Ásia (principalmente China continental, mas com um número significativo também da Coreia, Taiwan, Japão e Hong Kong) está aumentando rapidamente o número de pessoas provenientes desses países. O número de estudantes internacionais pagantes aumentou acentuadamente na década de 1990, sendo que mais de 20 000 pessoas estudavam em instituições públicas de ensino superior do país em 2002.
O inglês é o idioma predominante na Nova Zelândia, falada por 98% da população. O inglês neozelandês é semelhante ao inglês australiano e muitos falantes anglófonos do hemisfério norte são incapazes de falar esse sotaque. Depois da Segunda Guerra Mundial, os māori foram desencorajados a falar a sua própria língua (te reo Māori) em escolas e locais de trabalho e existia como uma linguagem única comunitária em algumas áreas remotas. Recentemente, o idioma maori foi objeto de um processo de revitalização, sendo declarado uma das línguas oficiais da Nova Zelândia em 1987, e é falado por 4,1% da população. Existem hoje escolas e dois canais de televisão de língua maori, os únicos canais de televisão a nível nacional que têm a maior parte do seu conteúdo de horário nobre exibido em maori. Nos últimos anos, muitos lugares foram oficialmente nomeados em maori e inglês. O samoano é uma das línguas mais faladas na Nova Zelândia (2,3%), seguido pelo francês, hindi, cantonês e mandarim (dialetos da língua chinesa). A Língua Neozelandesa de Sinais é utilizada por cerca de 28 000 pessoas e tornou-se a segunda língua oficial do país em 2006.

## Governo e política
A Nova Zelândia é uma monarquia constitucional com uma democracia parlamentar, embora a sua constituição não seja codificada. Charles III é o monarca neozelandês e o chefe de Estado do país. O rei é representado pelo governador-geral, que é nomeado a conselho do primeiro-ministro. O governador-geral pode exercer os poderes prerrogativos da Coroa (como revisão de casos de injustiça e nomeações de ministros, embaixadores e outros importantes funcionários públicos) e, em raras situações, os poderes moderadores (o poder de demitir um primeiro-ministro, dissolver o parlamento ou recusar o Consentimento Real de um projeto de lei). Os poderes do rei e do governador-geral são limitados por restrições constitucionais e não podem normalmente ser exercidos sem o Conselho de Ministros.
O gabinete, formado por ministros e liderado pelo primeiro-ministro, é o órgão máximo de formulação de políticas e responsável por decidir as ações mais significativas do governo. Por convenção, os membros do gabinete estão ligados por responsabilidade coletiva de decisões tomadas pelo gabinete.

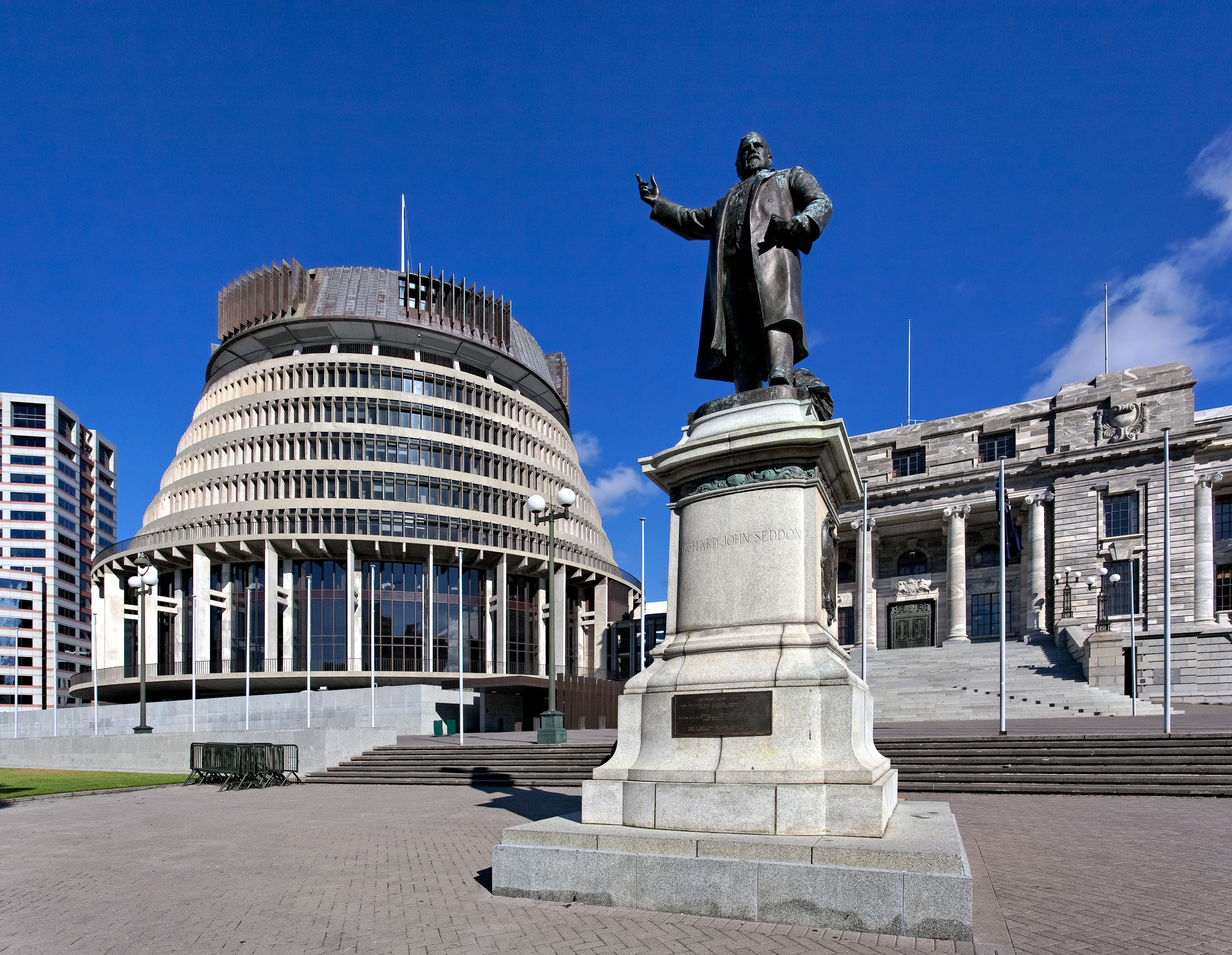
Prédios do Parlamento da Nova Zelândia, em Wellington.

O Parlamento da Nova Zelândia detém o poder legislativo e consiste no Soberano (representada pelo governador-geral) e na Câmara dos Representantes. O parlamento também incluía uma câmara alta, o Conselho Legislativo, até que este foi abolido em 1950. A supremacia da Câmara sobre o Soberano foi criada na Inglaterra através da Declaração de Direitos de 1689 e foi ratificada como lei na Nova Zelândia. A Câmara dos Representantes é eleita democraticamente e é um governo formado a partir do partido ou coligação com a maioria dos assentos. Se não houver maioria é formado um governo minoritário pode ser formado se o apoio de outros partidos estiver assegurado. O governador-geral nomeia os ministros sob a orientação do primeiro-ministro, que é por convenção o líder parlamentar do partido do governo ou coligação.
Juízes e magistrados são nomeados politicamente e não sob regras rigorosas em matéria de posse para ajudar a manter a independência constitucional do governo. Isto, teoricamente, permite que o judiciário interprete as leis com base exclusivamente na legislação aprovada pelo parlamento sem outras influências sobre suas decisões. O Conselho Privado em Londres, foi o supremo tribunal de recursos do país até 2004, quando foi substituído pelo recém-criado Supremo Tribunal de Nova Zelândia. O judiciário, presidido pelo chefe de justiça, inclui o Tribunal de Recurso, o Tribunal Superior e os tribunais subordinados.

### Relações internacionais

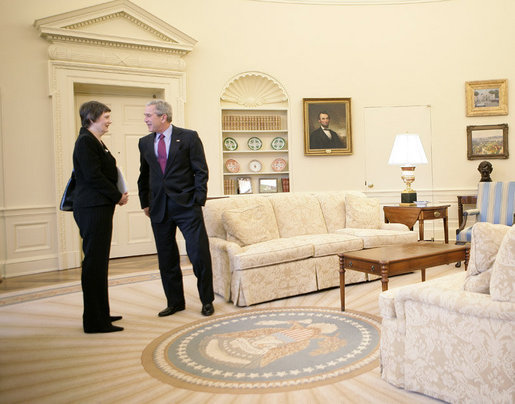
A ex-primeira-ministra da Nova Zelândia, Helen Clark, e o ex-presidente dos Estados Unidos, George W. Bush, encontram-se no Salão Oval, em Washington D.C.

Na era colonial, a Nova Zelândia permitia que o governo britânico determinasse o comércio externo e fosse responsável pela política externa. Entre 1923 e 1926, Conferências Imperiais decidiram que a Nova Zelândia devia ser autorizada a negociar os seus próprios tratados políticos, sendo o primeiro tratado comercial de sucesso estabelecido com o Japão, em 1928. Apesar dessa relativa independência, a Nova Zelândia prontamente seguiu o Reino Unido ao declarar guerra à Alemanha nazista em 3 de setembro de 1939, quando o então primeiro-ministro neozelandês, Michael Savage, proclamou: "Onde ela vai, nós vamos; onde ela está, nós estamos".
Em 1951, o Reino Unido virou-se cada vez mais para seus interesses europeus, enquanto a Nova Zelândia juntou-se à Austrália e aos Estados Unidos no tratado de defesa ANZUS. A influência dos Estados Unidos na Nova Zelândia enfraqueceu após protestos sobre a Guerra do Vietnã, o fracasso dos Estados Unidos em advertir França após o naufrágio do Rainbow Warrior e por desacordos sobre questões agrícolas comerciais, ambientais e sobre a políticas sobre a zona livre de armas nucleares da Nova Zelândia. Apesar da suspensão das obrigações dos Estados Unidos, o tratado ANZUS permaneceu em vigor entre a Nova Zelândia e a Austrália, cuja política externa tem seguido uma tendência histórica semelhante. Próximos contatos políticos são mantidos entre os dois países, com acordos de livre comércio e organização de viagens que permitem aos cidadãos visitar, viver e trabalhar em ambos os países sem qualquer restrição. Atualmente, mais de 500 00 neozelandeses vivem na Austrália e 65 000 australianos vivem na Nova Zelândia.
A Nova Zelândia tem uma forte presença entre os países insulares do Pacífico. Uma grande proporção da ajuda externa da Nova Zelândia vai para esses países e muitos povos do Pacífico migram para a Nova Zelândia em busca de emprego. A migração permanente é regulamentada no âmbito do programa do governo, que permitem até 1 100 samoanos e até 750 habitantes de outras ilhas do Pacífico, respectivamente, para se tornarem residentes permanentes da Nova Zelândia por ano. Um esquema de trabalhadores sazonais de migração temporária foi introduzido em 2007 e em 2009 cerca de 8 000 habitantes das ilhas do Pacífico foram empregados nele. A Nova Zelândia está envolvido Fórum das Ilhas do Pacífico, Cooperação Econômica da Ásia e do Pacífico e do Fórum Regional da Associação de Nações do Sudeste Asiático (incluindo Cúpula do Leste Asiático). O país também é membro da Organização das Nações Unidas, da Comunidade das Nações, a Organização para a Cooperação e Desenvolvimento Econômico e os Cinco Acordos de Força de Defesa.

### Forças armadas

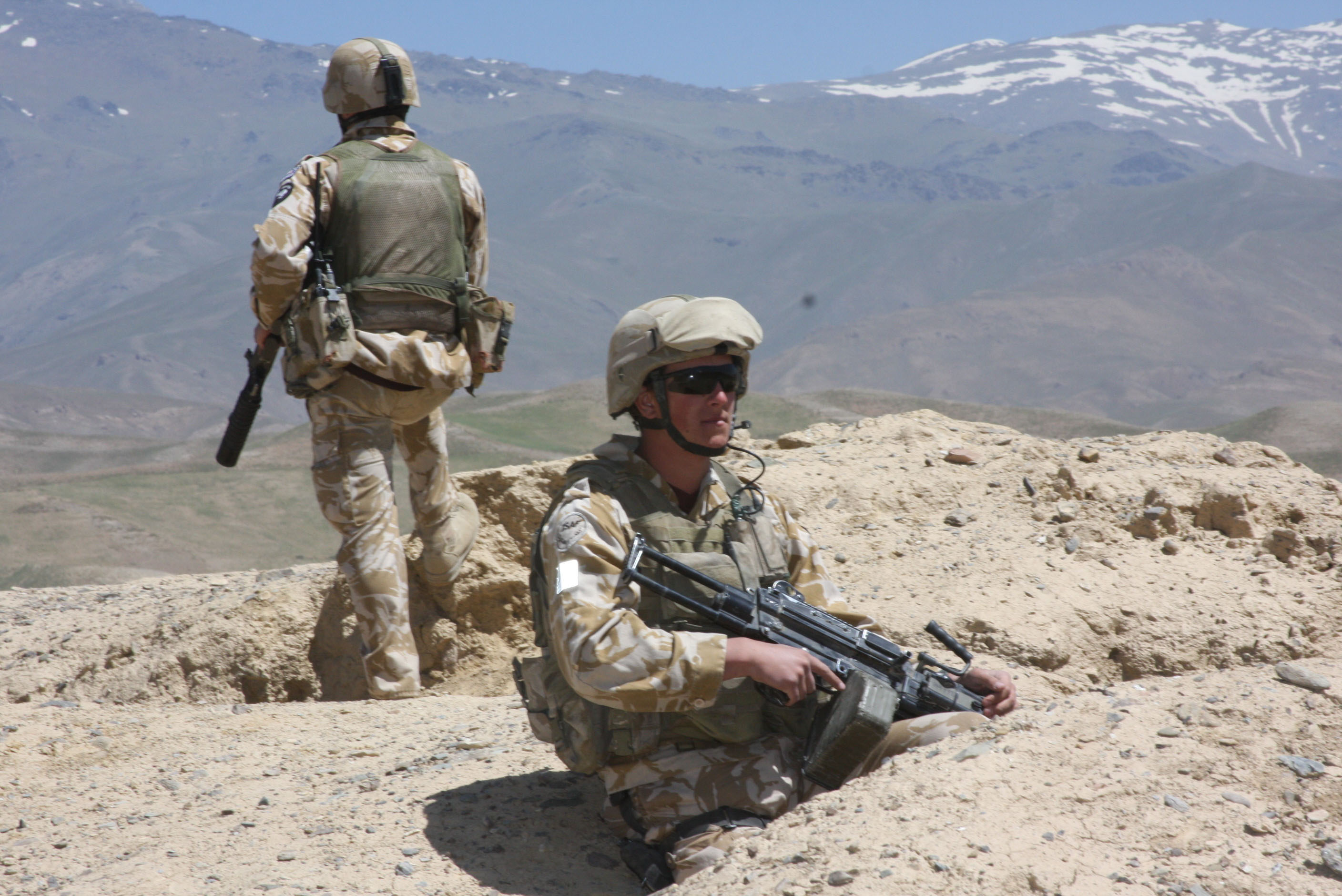
Dois soldados neozelandeses no Afeganistão, em 2009.

A Força de Defesa da Nova Zelândia é composta por três ramos: a Marinha Real da Nova Zelândia, o Exército da Nova Zelândia e a Força Aérea Real da Nova Zelândia. As necessidades de defesa nacional da Nova Zelândia são modestas, devido à improbabilidade de ataque direto, mesmo com a presença global do país. A Nova Zelândia lutou nas duas guerras mundiais, com campanhas notáveis em Galípoli, Creta, El Alamein e Cassino. A Campanha de Galípoli desempenhou um papel importante na promoção da identidade nacional da Nova Zelândia e fortaleceu a tradição ANZAC, compartilhada com a Austrália. De acordo com Mary Edmond-Paul, "a Primeira Guerra Mundial tinha deixado cicatrizes na sociedade neozelandesa, com cerca de 18 500, no total, mortos como resultado da guerra, mais de 41 000 feridos e outros afetados emocionalmente, de uma força de combate no exterior de cerca de 103 000 e uma população de pouco mais de um milhão". A Nova Zelândia também teve uma importante participação na Batalha do Rio da Prata e na campanha aérea da Batalha da Grã-Bretanha. Durante a Segunda Guerra Mundial, os Estados Unidos tinham mais de 400 000 militares americanos estacionados na Nova Zelândia.
Além do Vietnã e das duas guerras mundiais, a Nova Zelândia lutou na Guerra da Coreia, na Segunda Guerra dos Bôeres, na Emergência Malaia, na Guerra do Golfo e na Guerra do Afeganistão. O país tem contribuído com forças para várias missões de paz regionais e globais, tais como aquelas no Chipre, Somália, Bósnia e Herzegovina, Suez, Angola, Camboja, fronteira Irã-Iraque, Bougainville, Timor-Leste e nas Ilhas Salomão. A Nova Zelândia também enviou uma unidade de engenheiros do exército de para ajudar na reconstrução de infraestrutura do Iraque por um ano durante a Guerra do Iraque.

## Subdivisões
Quando foi povoada pelos britânicos, a Nova Zelândia foi dividida em províncias. Estas foram abolidas em 1876 para que o governo pudesse ser centralizado, por motivos financeiros. Em resultado, a Nova Zelândia não possui nenhuma entidade subnacional como província, estado ou território, para lá do governo local. Apesar disso, o espírito das províncias sobrevive e existe uma feroz rivalidade entre elas em acontecimentos culturais ou desportivos.

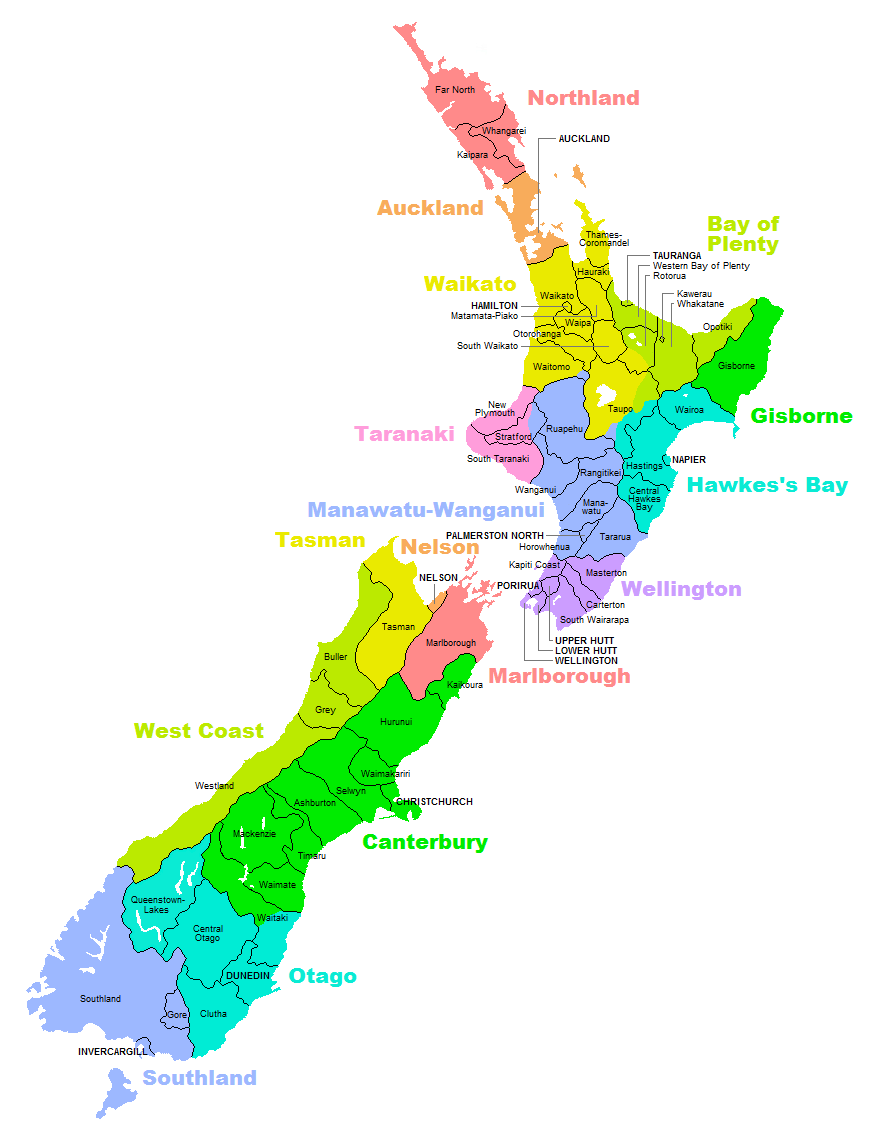
Mapa das subdivisões da Nova Zelândia.

Desde 1876, o governo central tem administrado as várias regiões da Nova Zelândia. Devido à sua herança colonial, seu governo reflete com bastante fidelidade as estruturas britânicas de governo local, com concelhos de cidade, borough e condado. Ao longo dos anos, alguns destes conselhos fundiram-se ou tiveram as fronteiras ajustadas por mútuo acordo, e foram criados alguns novos. Em 1989, o governo reorganizou por completo o governo local, implementando a atual estrutura de dois níveis com as regiões e as autoridades territoriais.
Hoje, a Nova Zelândia tem 12 conselhos regionais para a administração de assuntos ambientais e de transportes, e 74 autoridades territoriais que administram as estradas, o saneamento básico, as autorizações de construção e outros assuntos locais. As autoridades territoriais são 16 conselhos de cidade, 57 conselhos de distrito e o Conselho das Ilhas Chatham. Quatro dos conselhos territoriais (uma cidade e três distritos) e o Conselho das Ilhas Chatham também exercem as funções de conselho regional, e são assim conhecidos como autoridades unitárias. Os distritos das autoridades territoriais não são subdivisões dos distritos dos conselhos regionais, e alguns atravessam as fronteiras dos conselhos regionais.
A Nova Zelândia se subdivide em 16 regiões:
- Auckland
- Bay of Plenty
- Canterbury
- Gisborne
- Hawke's Bay
- Manawatu-Wanganui
- Marlborough
- Nelson
- Northland
- Otago
- Southland
- Taranaki
- Tasman
- Waikato
- Wellington
- West Coast

## Economia

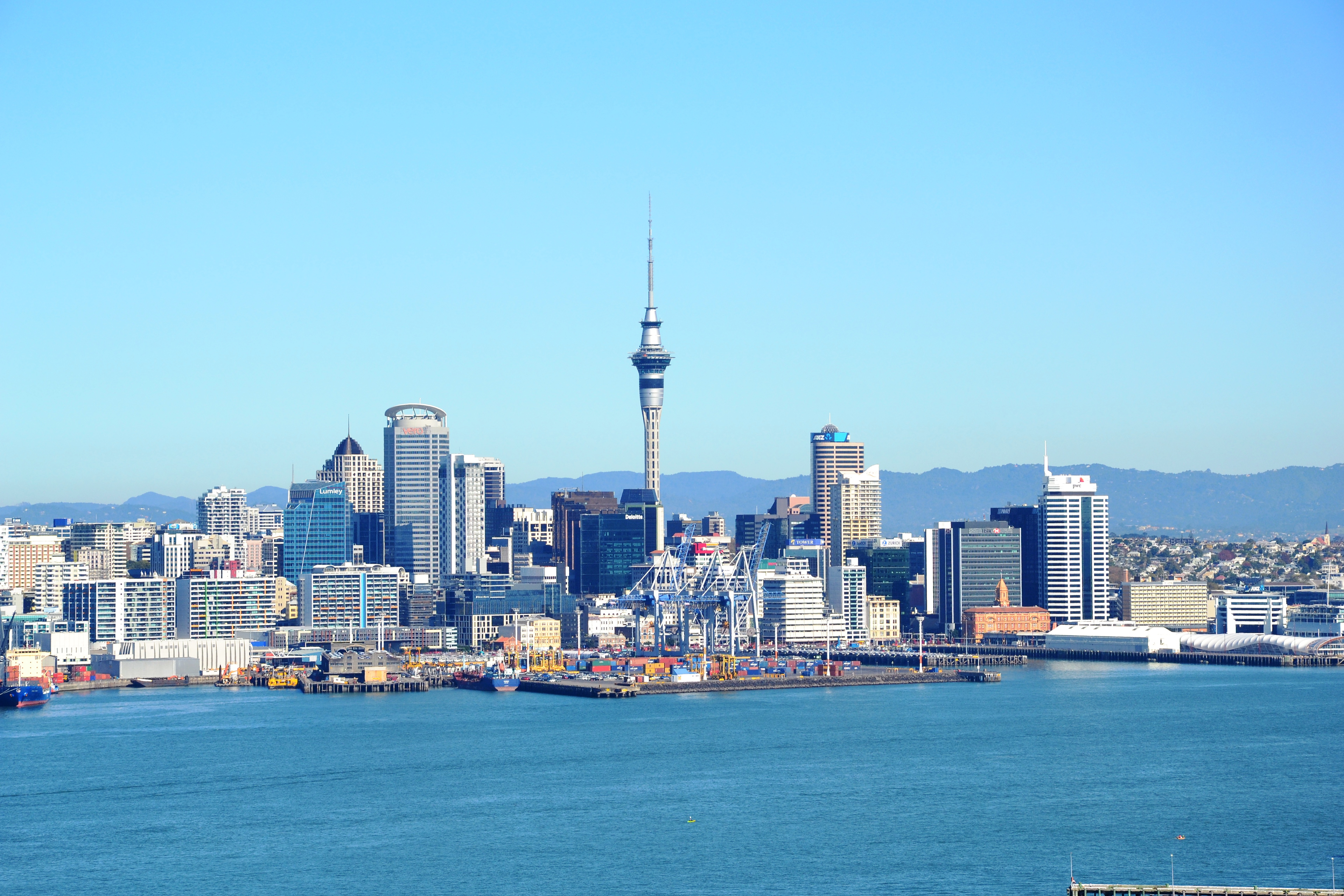
Centro financeiro de Auckland, a cidade mais populosa do país. Na imagem, em destaque à direita, a Sky Tower, a estrutura mais alta do hemisfério sul.

Principais produtos de exportação da Nova Zelândia em 2019.

Nova Zelândia tem uma moderna, próspera e desenvolvida economia de mercado, com um produto interno bruto (PIB) em paridade do poder de compra (PPC) per capita estimado pelo Fundo Monetário Internacional (FMI) em cerca de US$ 26 966. A moeda do país é o dólar da Nova Zelândia, informalmente conhecido como o "dólar Kiwi", que também circula nas Ilhas Cook, Niue, Tokelau e nas Ilhas Pitcairn. A Nova Zelândia havia sido classificada como o quinto país "mais desenvolvido" do mundo pelo Índice de Desenvolvimento Humano (IDH) de 2011 e caiu para 16º na classificação de 2018, elaborado pelo Programa das Nações Unidas para o Desenvolvimento (PNUD), e Ficou em 4º lugar no Índice de Liberdade Econômica de 2011, publicado pela Heritage Foundation.
Historicamente, as indústrias extrativistas têm contribuído fortemente para a economia da Nova Zelândia, concentrando-se, de acordo com a época, na caça às focas e baleias, linho, ouro, goma kauri e na madeira nativa. Com o desenvolvimento do transporte refrigerado em 1880, carne e produtos lácteos passaram a ser exportados à Grã-Bretanha, um comércio que serviu de base para um forte crescimento econômico na Nova Zelândia. A elevada demanda de produtos agrícolas do Reino Unido e dos Estados Unidos ajudou os neozelandeses a alcançar um padrão de vida mais elevado do que o da Austrália e da Europa Ocidental nos anos 1950 e 1960. Em 1973, o mercado de exportação da Nova Zelândia foi reduzido quando o Reino Unido aderiu à Comunidade Europeia e por outros fatores, tais como crise do petróleo de 1973 e a crise energética de 1979, o que levou a uma grave depressão econômica. O padrão de vida neozelandês caiu atrás daqueles registrados na Austrália e na Europa Ocidental e, em 1982, a Nova Zelândia tinha a menor renda per capita entre todos os países desenvolvidos pesquisados pelo Banco Mundial. Desde 1984, sucessivos governos engajados na reestruturação macroeconômica do país transformou rapidamente a Nova Zelândia de uma economia altamente protecionista para uma economia de livre comércio e liberalizada.
O desemprego chegou acima dos 10% em 1991 e 1992, após a "segunda-feira negra de 1987", mas finalmente caiu a uma baixa recorde de 3,4% em 2007 (a 5ª menor taxa entre os 27 países comparáveis da OCDE). A crise financeira mundial que se seguiu, porém, teve um grande impacto na economia neozelandesa, com o PIB do país encolhendo por cinco trimestres consecutivos, a mais longa recessão em mais de 30 anos, e com o aumento do desemprego para uma taxa de 7% no final de 2009. A taxa de desemprego para os jovens foi de 17,4% no trimestre de junho de 2011. A Nova Zelândia tem experimentado uma série de "fuga de cérebros" desde 1970, fenômeno que continua ainda hoje. Quase um quarto dos trabalhadores altamente qualificados do país vivem no exterior, a maioria na Austrália e Reino Unido, taxa maior do que a de qualquer outra nação desenvolvida. Nos últimos anos, entretanto, um "ganho de cérebros" trouxe profissionais educados da Europa e de países menos desenvolvidos.

### Turismo

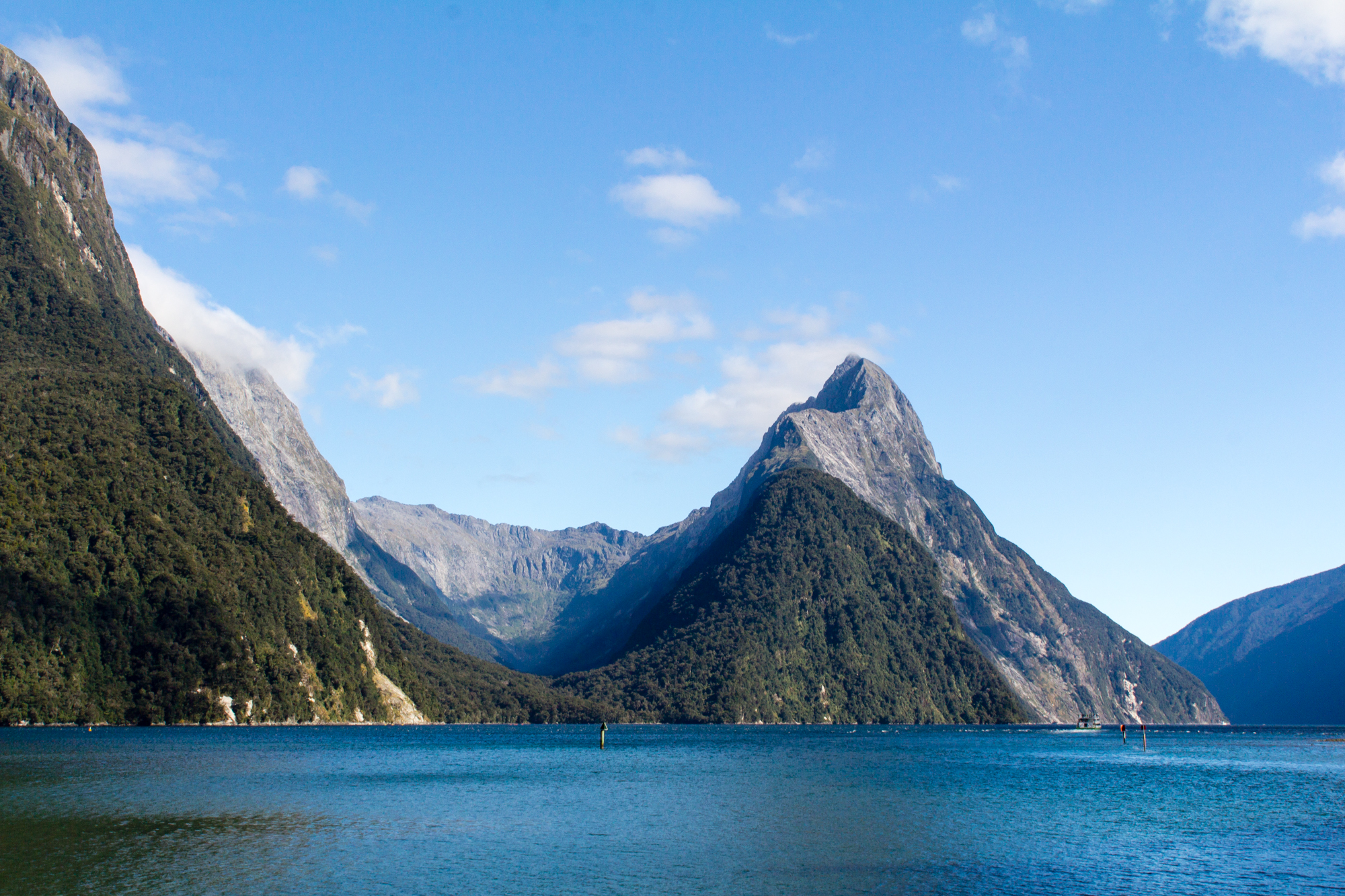
Milford Sound, um dos principais pontos turísticos do país.

O turismo é uma importante indústria na Nova Zelândia, contribuindo com NZ$ 15 bilhões (ou 9%) do produto interno bruto (PIB) doméstico do país em 2010. É também a maior indústria de exportação da Nova Zelândia, com cerca de 2,4 milhões de turistas internacionais visitando o país anualmente (dados de setembro de 2009), o que forneceu 18% das receitas de exportação neozelandesas em 2010.
A Nova Zelândia é comercializada no exterior como um lugar "limpo e verde" de aventura, com destinos naturais, como Milford Sound, o Monte Cook, as Cavernas de Waitomo, o Parque Nacional Abel Tasman e a Travessia Alpina do Tongariro, enquanto atividades como o bungee jumping ou a observação de baleias exemplificam atrações turísticas típicas.
Queenstown abriga o primeiro bungee jumping comercial do mundo, o Kawarau Bridge Bungy, localizado a 43 m acima do Rio Kawarau.

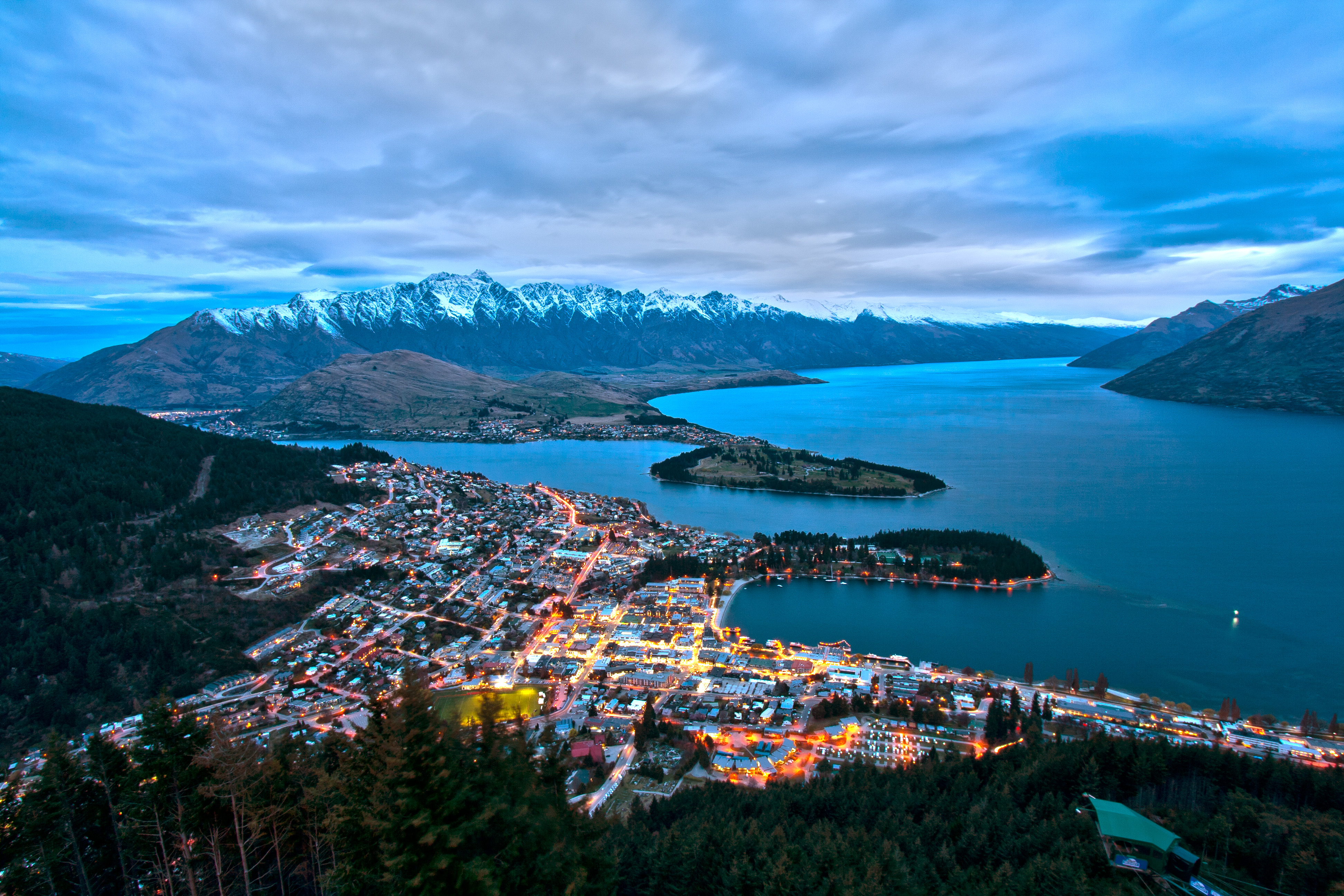
Queenstown, conhecida como capital mundial dos esportes radicais.

A Nova Zelândia também é muito conhecida pelas paisagens exuberantes que foram locações para as trilogias cinematográficas O Senhor dos Anéis e O Hobbit, dirigidas pelo cineasta Peter Jackson. Algumas delas se tornaram atrações permanentes para receber os fãs da saga. No roteiro dos mais aficionados pela Terra-média não pode faltar Hobbiton (Vila dos Hobbits), em Matamata; Valfenda, em Wellington; e Mordor, no Parque Nacional de Tongariro. Outras locações podem ser encontradas em Nelson, Canterbury, Mackenzie Country, Southern Lakes e Fiordland.
A grande maioria das chegadas de turistas para a Nova Zelândia veem através do Aeroporto de Auckland que movimentou mais de 11 milhões de passageiros em 2004. Muitos turistas internacionais também gastam o tempo em Christchurch, Queenstown, Rotorua e Wellington. O turismo doméstico também é importante, sendo que as despesas desse tipo de atividade chegam a US$ 13 bilhões e superam as despesas de turistas internacionais, de US$ 9 bilhões em 2010. No geral, o turismo mantém cerca de 180 000 empregos em tempo integral (10% da força de trabalho na Nova Zelândia).

## Infraestrutura

### Educação

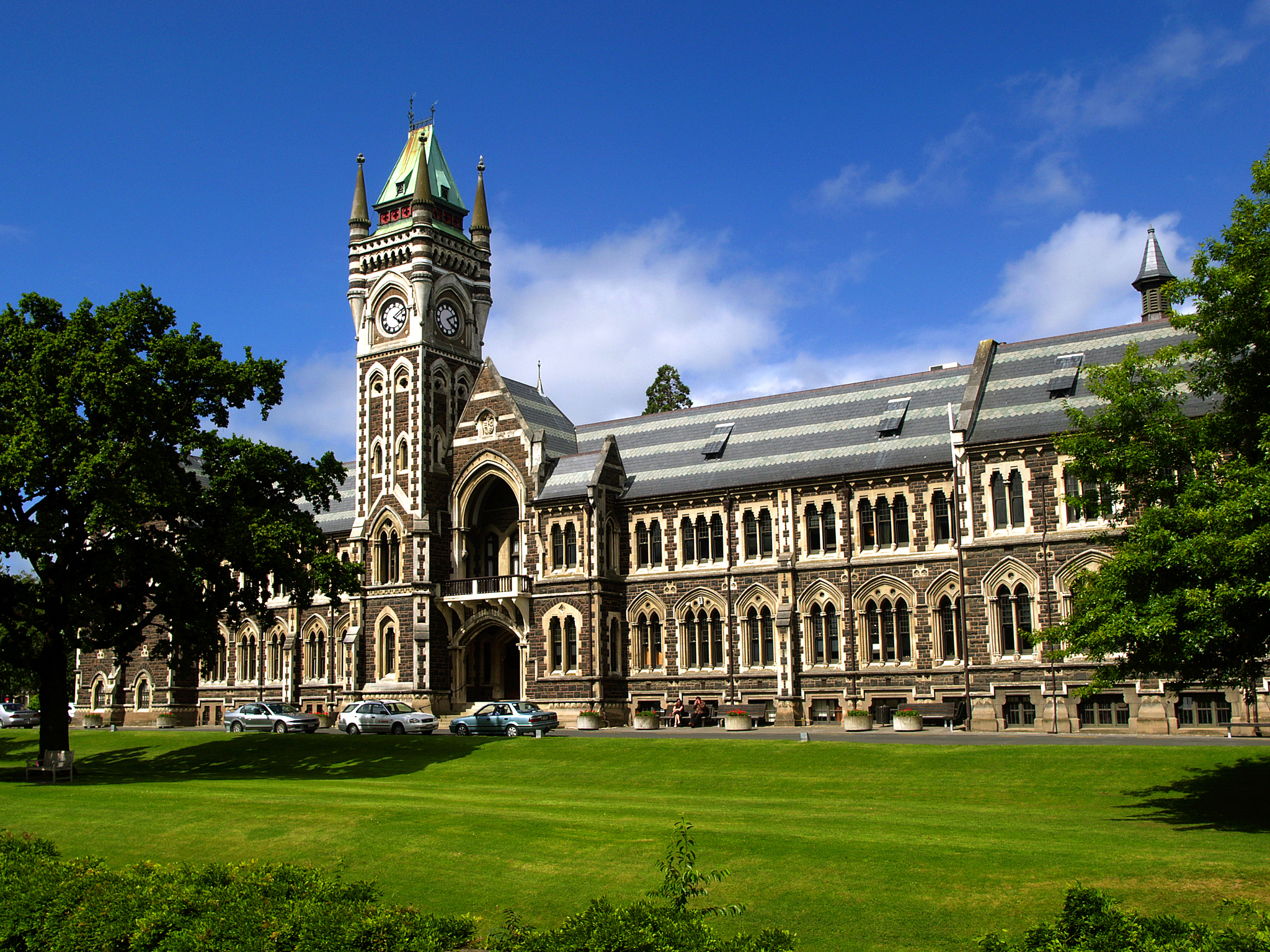
Universidade de Otago.

O ensino primário e secundário é obrigatório para crianças entre seis a dezesseis anos. Existem 13 anos escolares e as escolas públicas são gratuitas. A Nova Zelândia tem uma taxa de alfabetização de adultos de 99%, uma das mais altas no mundo. Ao todo, cinco tipos de instituições públicas estão credenciadas e autorizadas a oferecer ensino educacional: universidades, faculdades de educação, institutos politécnicos, institutos especializados, wānanga, para além de estabelecimentos de ensino privado. O Programa Internacional de Avaliação de Alunos da OCDE classifica o sistema educacional da Nova Zelândia como o sétimo melhor do mundo, com alunos com desempenho excepcionalmente bom em leitura, matemática e ciências.
O ensino superior é fornecido por universidades, institutos de tecnologia e politécnicos, estabelecimentos de treinamento privados, organizações de treinamento da indústria, além da wānanga — que se assemelha às universidades convencionais e oferece educação num contexto baseado na cultura maori. Há uma variação de cursos comunitários informais, os quais não são avaliados, a cursos de graduação e pós-graduação com base em pesquisas. Toda a educação pós-obrigatória é regulamentada pela Autoridade de Qualificações da Nova Zelândia, entidade governamental responsável por garantir a qualidade de todos os cursos e organizações de ensino superior, sendo disciplinada pela Lei de Educação de 1989. Na população adulta, 14,2% possuem o grau de bacharel ou superior, 30,4% têm alguma forma de qualificação secundária como qualificação mais alta e 22,4% não possuem qualificação formal. As universidades de Auckland, Otago, Victoria de Wellington e Canterbury foram listadas entre as cinquenta melhores universidades da Oceania, de acordo com a classificação do QS World University Rankings de 2021.

### Energia, transporte e comunicações

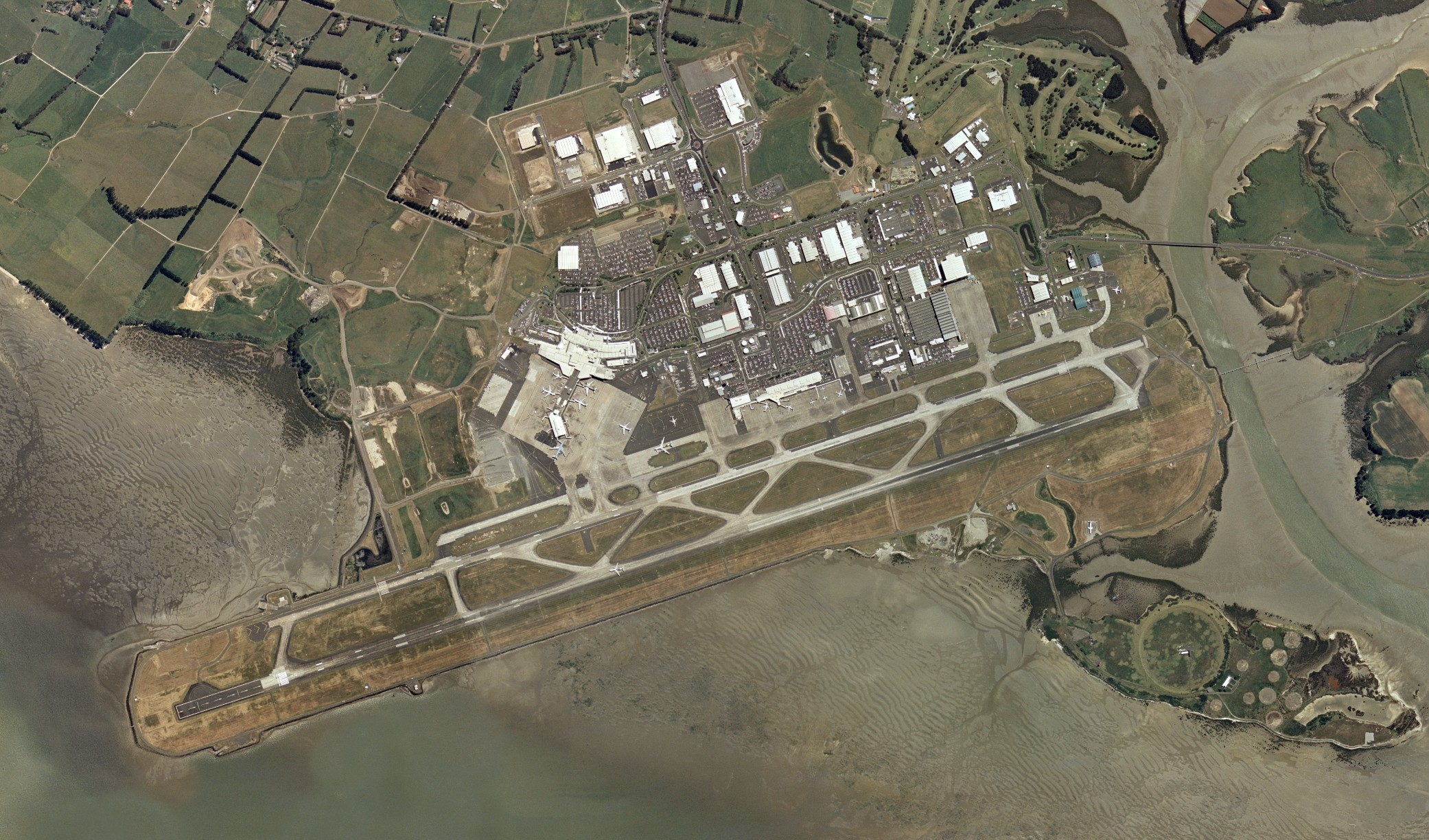
Fotografia aérea do Aeroporto de Auckland.

Em 2008, petróleo, gás e carvão geraram cerca de 69% da oferta de energia bruta da Nova Zelândia e 31% foi gerada a partir de energias renováveis, principalmente energia hidrelétrica e geotérmica.
A rede de transportes da Nova Zelândia inclui 93 805 km de estradas, no valor de 23 bilhões de dólares, e 4 128 km de linhas ferroviárias. A maioria das grandes cidades e vilas do país estão ligadas por serviços de ônibus, embora o automóvel privado seja o modo predominante de transporte. As ferrovias foram privatizadas em 1993, em seguida, readquiridas pelo governo em 2004 e investidas através de uma empresa estatal. O sistema ferroviário percorre o território do país, embora a maioria das linhas seja de transporte de mercadorias, em vez de passageiros. A maioria dos visitantes internacionais chegam por via aérea e a Nova Zelândia tem sete aeroportos internacionais, embora atualmente apenas os aeroportos de Auckland e Christchurch conectem-se diretamente com outros países além de Austrália e Fiji.
Os Correios da Nova Zelândia tinham o monopólio sobre as telecomunicações até 1989, quando Telecom New Zealand foi formada, inicialmente como uma empresa estatal e privatizada em 1990. A Telecom ainda possui a maior parte da infraestrutura de telecomunicações, mas a concorrência de outros fornecedores aumentou.

## Cultura

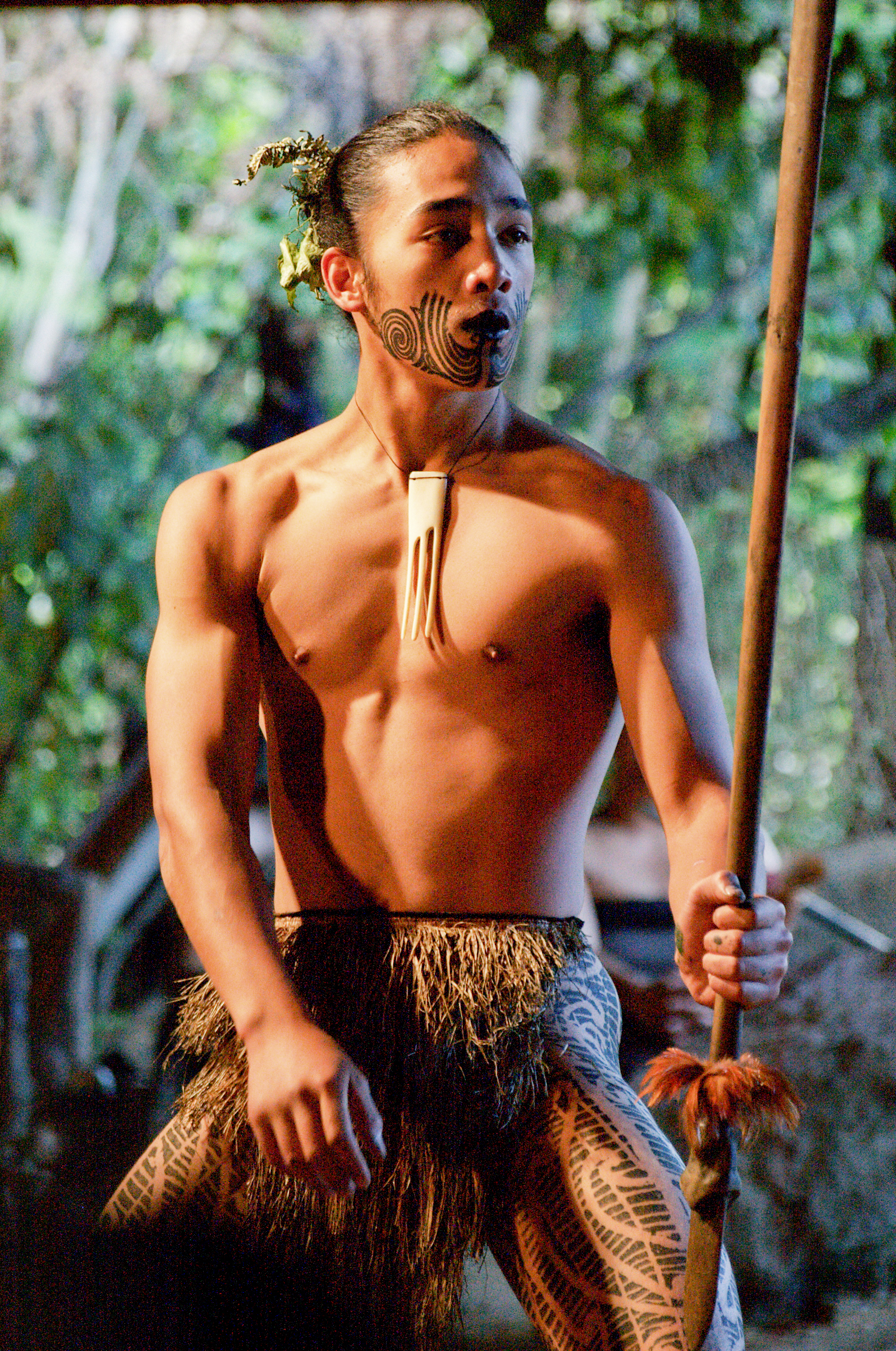
Jovem maori dançando kapa haka.

Os primeiros māori adaptaram a sua cultura polinésia aos desafios associados com um ambiente maior e mais diversificado e desenvolveram a sua própria cultura. A organização social era em grande parte comum com as famílias (whanau), sub-tribos (hapu) e tribos (iwi) governadas por um chefe (rangatira), cuja posição era sujeita à aprovação da comunidade. Os imigrantes britânicos e irlandeses trouxeram aspectos de suas próprias culturas para a Nova Zelândia e também influenciaram a cultura māori, particularmente com a introdução do cristianismo.
No entanto, os māori ainda consideram sua fidelidade a grupos tribais como uma parte vital de sua identidade e os papéis de parentesco de sua cultura se assemelham aos de outros povos da Polinésia. Mais recentemente, americanos, australianos, asiáticos e outras culturas europeias exerceram influência sobre a Nova Zelândia. A cultura polinésia não māori também é aparente, com o Pasifika, o maior festival do mundo polinésio, agora sendo um evento anual em Auckland.
A vida em grande parte rural, no início da Nova Zelândia, levou à imagem de que os neozelandeses são robustos, trabalhadores e solucionadores de problemas trabalhador. Na época a Nova Zelândia não era conhecido como um país intelectual. Do início do século XX até o final dos anos 1960, a cultura māori foi suprimida através da tentativa de assimilação do povo nativo em neozelandeses britânicos.
Em 1960, o ensino superior tornou-se mais acessível, as cidades se expandiram e, consequentemente, a cultura urbana começou a dominar. Embora a maioria da população viva em cidades, grande parte da arte, filmes, literatura e humor da Nova Zelândia têm temas rurais.

### Esportes

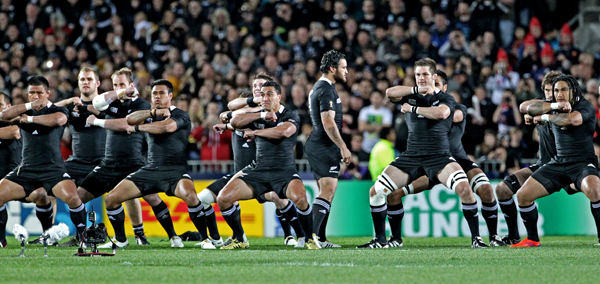
A seleção de rugby neozelandesa, os All Blacks, fazendo a haka, um grito de guerra dos māori, antes de uma partida contra a Argentina durante a Copa do Mundo de Rugby Union de 2011.

A maioria dos códigos esportivos jogados na Nova Zelândia têm origens inglesas. Golfe, netball, tênis e críquete são os quatro primeiros esportes coletivos, sendo o futebol o mais popular entre os jovens e o rugby o que atrai mais espectadores. Vitoriosas turnês de rugby pela Austrália e pelo Reino Unido no final dos anos 1880 e início dos anos 1900 desempenharam um papel importante no início da formação da identidade nacional do país, embora a influência do esporte tenha decaído. O turfe também foi um esporte popular e tornou-se parte da cultura "Corrida, Rugby e Cerveja" durante a década de 1960. A participação dos māori em esportes europeus é particularmente evidente no rugby e a equipe do país realiza a haka (desafio tradicional maori) antes dos jogos internacionais.
A Nova Zelândia tem equipes competitivas internacionais no rugby, netball, críquete e softball e tradicionalmente tem bom desempenho no triatlo, remo, iatismo e ciclismo. O país também tem um bom desempenho na proporção de medalhas em relação à população nos Jogos Olímpicos e nos Jogos da Commonwealth. A Seleção Neozelandesa de Rugby é frequentemente considerada como a melhor do mundo e é a detentora de várias vitórias na Copa do Mundo de Rugby. O país é conhecido por sua forte tradição em esportes radicais, turismo de aventura e montanhismo. Outras atividades ao ar livre, como ciclismo, pesca, natação, corrida, canoagem, caça, esportes de neve e surf também são populares.